# Georg Friedrich Händel
Georg Friedrich Händel ou Haendel (Halle an der Saale, 23 de fevereiro de 1685/ 5 de março de 1685 no calendário gregoriano — Londres, 14 de abril de 1759) foi um compositor alemão, naturalizado cidadão britânico em 1726.
Desde cedo mostrou notável talento musical, e a despeito da oposição de seu pai, que o queria um advogado, conseguiu receber um treinamento qualificado na arte da música. A primeira parte de sua carreira foi passada em Hamburgo, como violinista e maestro da orquestra da casa de ópera local. Depois dirigiu-se para a Itália, onde conheceu a fama pela primeira vez, estreando várias obras com grande sucesso e entrando em contato com músicos importantes. Em seguida foi indicado mestre de capela do Eleitor de Hanôver, mas pouco trabalhou para ele, e esteve na maior parte do tempo ausente, em Londres. Seu patrão mais tarde tornou-se rei da Grã-Bretanha como Jorge I, para quem continuou compondo. Fixou-se definitivamente em Londres, e ali desenvolveu a parte mais importante de sua carreira, como empresário operístico e autor de óperas, oratórios e música instrumental. Quando adquiriu a cidadania britânica adotou o nome George Frideric Handel.
Recebeu as bases de sua arte da escola barroca germânica, mas depois incorporou um amplo repertório de formas e estilos italianos, franceses e ingleses, construindo um estilo pessoal variado, original e cosmopolita. Tinha grande facilidade para compor, como prova sua vasta produção, que compreende mais de 600 obras, muitas delas de grandes proporções, entre elas dezenas de óperas e oratórios em vários movimentos. Suas grandes obras vocais foram especialmente apreciadas por sua riqueza melódica, sua penetração psicológica, sua impactante dramaticidade, e pela suntuosidade, originalidade e clareza de sua harmonia. Era um exímio contrapontista e polifonista nos moldes flexíveis da escola italiana, e introduziu novidades formais e estéticas na tradição idealista e cristalizada da ópera barroca e no seu gênero gêmeo do oratório, que prenunciam a reforma naturalista da ópera empreendida por Gluck. Suas cantatas e sua música instrumental também se caracterizam pelo experimentalismo, pela inventividade e liberdade formal.
Sua fama em vida foi enorme, tanto como compositor, considerado um douto e um gênio original, quanto como instrumentista, um dos principais virtuoses do teclado de sua geração e excepcional improvisador, e mais de uma vez foi chamado de "divino" ou de "novo Orfeu" pelos seus contemporâneos. Sua música exerceu um impacto inovador e transformador de primeiro plano na música vocal inglesa de sua época, tornando-o por algum tempo uma verdadeira celebridade, embora sua carreira tenha sido cheia de altos e baixos. Influenciou outros nomes europeus destacados como Gluck, Haydn e Beethoven, foi de especial importância para a formação da cultura musical britânica moderna, tornou-se conhecido em muitas partes do mundo, e desde a metade do século XX sua obra tem sido recuperada com crescente interesse. Hoje Händel é considerado um dos maiores mestres do barroco musical europeu.

## Vida

### Primeiros anos

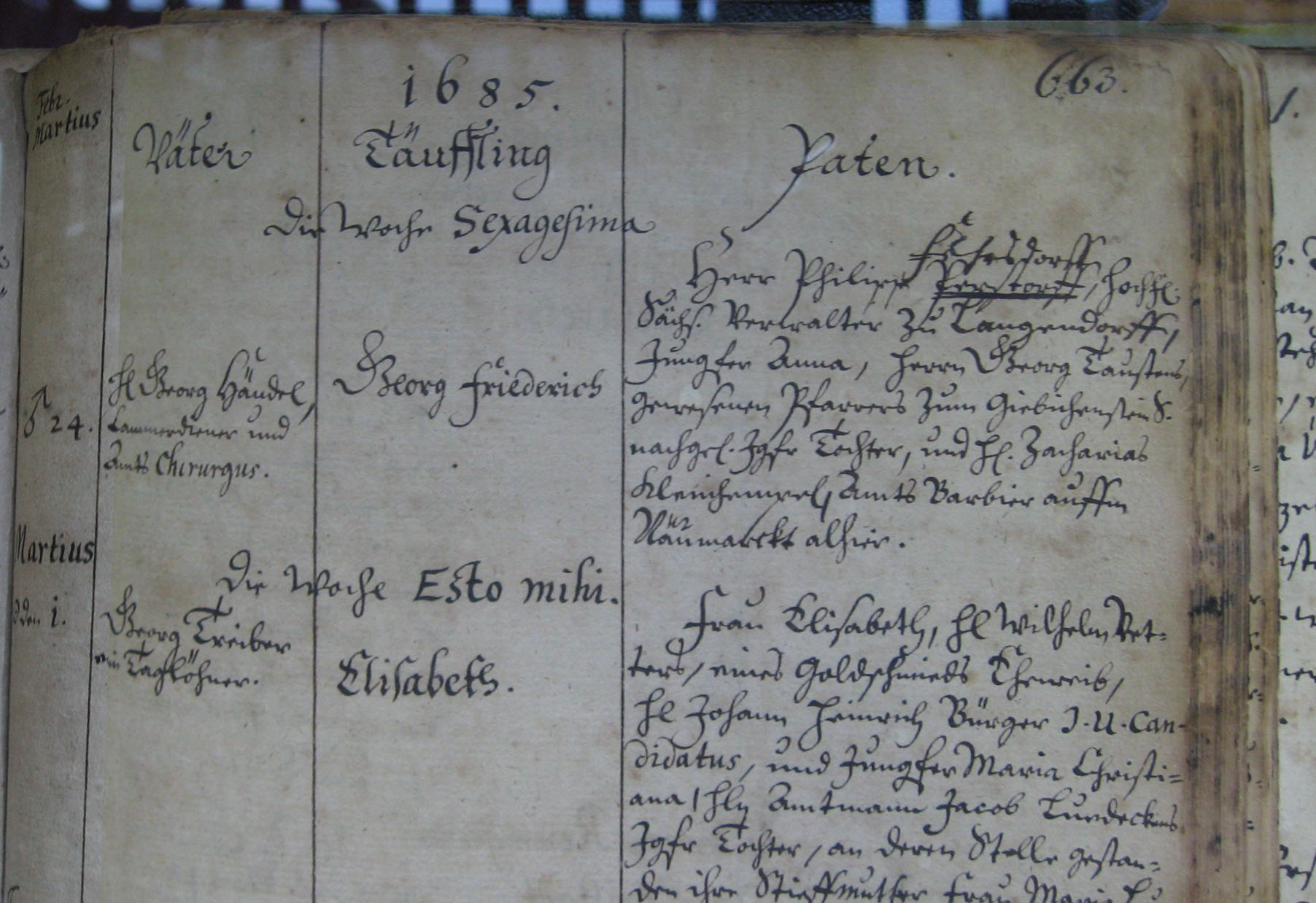
Registro de batismo de Händel

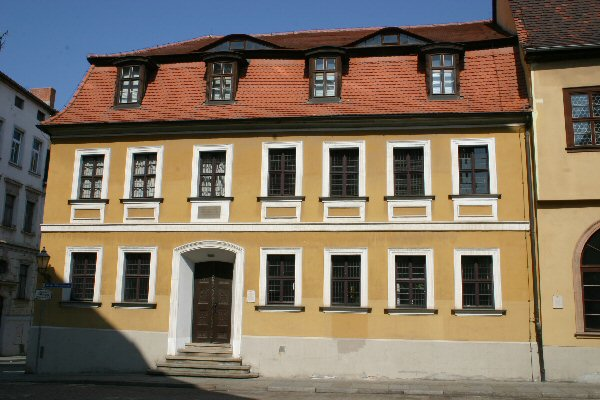
A casa de Händel em Halle, hoje um museu e um importante centro de estudos sobre sua obra

Händel era filho de Georg Händel e sua segunda esposa, Dorothea Taust. Sua família era oriunda de Breslau, e entre seus ancestrais houve muitos ferreiros e funileiros. Seu avô Valentine Händel mudou-se para Halle e seus dois primeiros filhos seguiram a profissão familiar, mas o terceiro, o pai do músico, tornou-se barbeiro-cirurgião. O seu avô materno era pastor luterano, também uma tradição familiar. Händel teve seis meios-irmãos do primeiro casamento de seu pai, um irmão, que morreu logo após nascer, e duas irmãs. Quando Händel nasceu Halle era uma cidade provinciana, sem grande atividade cultural. Seu pai conseguira um bom emprego nas cortes do Duque de Weissenfels e do marquês de Brandemburgo, conquistara um ótimo nível de vida e comprara uma grande casa que hoje é o centro cultural e museu Casa de Händel, mas estava constantemente viajando entre ambas as cidades, e não parecia ver a arte com bons olhos. Considerando-a perda de tempo, planejou para seu filho uma carreira de advogado. Contudo, Händel desde cedo mostrou aptidão para a música, no que foi apoiado por sua mãe.
Não se sabe ao certo como iniciou seu aprendizado. A tradição a seu respeito diz que ele praticava escondido de seu pai em uma espineta estragada que havia em sua casa, que não emitia som, mas pode ter aprendido algo de sua mãe, que como filha de um pastor devia ter alguma educação musical, ou na escola pode ter recebido alguns rudimentos na arte. De qualquer forma com sete anos ele já possuía um domínio considerável do teclado. Nesta altura, acompanhando seu pai em uma de suas visitas a Weissenfels, conseguiu ter acesso ao órgão da capela do duque, e para a surpresa de todos deu provas de sua habilidade. Então o duque insistiu que o menino recebesse uma educação musical regular. Consentindo, o pai colocou-o sob a orientação de Friedrich Wilhelm Zachow, organista da Igreja de Nossa Senhora, em Halle, aprendendo teoria e composição, órgão, violino, cravo e oboé, além de estudar a obra de compositores célebres para adquirir um senso de estilo. Nos três anos em que estudou com Zachow copiou grande quantidade de música de outros mestres, compôs um moteto por semana e ocasionalmente substituía o professor ao órgão da igreja. Ao fim deste período o seu mestre disse que já não tinha nada mais para lhe ensinar. Seu primeiro biógrafo, John Mainwaring, disse que ele então foi mandado para Berlim, onde teria conhecido músicos distinguidos e ganhado a admiração de todos por suas capacidades de improvisação no órgão e no cravo, mas pesquisas posteriores deram o relato como muito improvável. É possível que tenha assistido óperas em alemão em Weissenfels, onde o Duque havia aberto um teatro.

### Hamburgo

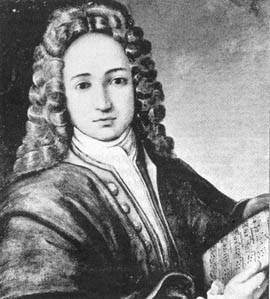
Händel quando jovem.

Seu progresso foi interrompido em 1697 quando seu pai morreu, deixando a família em precária condição financeira, e Händel teve de arranjar trabalho para sustentá-los. A viagem a Berlim que Mainwaring citou como sendo em 1696 aconteceu provavelmente em 1698, e de acordo com Lang ela exerceu um impacto decisivo sobre sua futura carreira, embora não se tenha manifestado de imediato. A cidade era uma metrópole musical graças ao interesse da Eleitora Sofia Carlota, mais tarde Rainha da Prússia, que reuniu em sua corte um grupo de notáveis compositores, em visita ou residentes, como Agostino Steffani, Attilio Ariosti, Giovanni Bononcini, Arcangelo Corelli e outros. Händel entrou em contato com eles e admirou sua música. Tocando na corte, causou forte impressão na Eleitora, e segundo relatos foi-lhe oferecida uma bolsa de estudos na Itália, que teria sido recusada pela sua família. Em 1701 Telemann visitou Halle e procurou conhecer o jovem músico de quem tinha ouvido boas referências, dando início a uma amizade que perdurou ao longo de toda a vida. Em 1702 conseguiu o posto de organista na catedral calvinista de Halle, na condição de candidato probacionário e, tentando honrar a memória e o desejo de seu falecido pai, começou a estudar Direito, mas abandonou as aulas. Em 1703, quando estava a ponto de ser confirmado no posto de organista, renunciou e foi para Hamburgo, que nessa época era um dos maiores centros operísticos da Alemanha.
Segundo o testemunho de Johann Mattheson, a quem encontrou em Hamburgo, Händel em sua chegada à nova cidade já era capaz de escrever longas cantatas, mal estruturadas quanto à forma e num estilo antiquado, mas em tudo corretas no que diz respeito à harmonia; quanto à fuga e ao contraponto, disse que ele sabia mais do que Johann Kuhnau, um mestre celebrado da geração anterior. Mattheson era quatro anos mais velho que Händel, imediatamente ficaram amigos e Mattheson, considerando-o uma espécie de protegido, o introduziu na fervilhante vida musical de Hamburgo. Em agosto desse ano ambos viajaram a Lübeck para tentar o posto de organista da igreja, sucedendo a Dietrich Buxtehude, mas entre os requisitos para o cargo estava o de casar com a filha de Buxtehude. Ela era muito mais velha que eles e ambos desistiram. Voltando para Hamburgo, possivelmente por intervenção de Mattheson, Händel ingressou na orquestra da ópera local, assumindo o posto de violinista. E logo seu talento se fez notar. Certa ocasião, na ausência do maestro, ocupou seu lugar, e foi tão bem-sucedido que foi-lhe dado o cargo. Permaneceu como líder da orquestra por três anos, e em 1705 compôs sua primeira ópera, Almira, com a ajuda de Mattheson. A ópera foi estreada com Mattheson cantando a parte de Antônio, e como este músico tinha uma inclinação ao exibicionismo, assim que seu personagem morria, ele assumia a regência, deslocando Händel. Numa das récitas Händel se recusou a entregar o posto, sobreveio uma discussão e ambos acabaram duelando. Por fortuna a espada de Mattheson quebrou ao atingir um botão de metal na roupa de Händel, e o duelo terminou. Depois se reconciliaram, e Mattheson cantou o papel principal de outra ópera de Händel, escrita às pressas para a mesma temporada, Nero, que se revelou um fracasso de público. Pouco depois, por causa incerta, Händel foi demitido. Talvez o fracasso de Nero tenha concorrido para isso, mas o teatro estava em difícil situação econômica e administrativa, e provavelmente a demissão ocorreu sem causa específica, num contexto de contenção geral de despesas.
A amizade com Mattheson da mesma forma chegou a um fim, e pouco se sabe sobre a sua vida subsequente em Hamburgo. Parece ter vivido dando aulas de música, e em 1706 ele recebeu a encomenda para outra ópera, que só foi estreada dois anos depois, dividida em duas por sua extensão excessiva, Florindo, e Dafne, que acabaram se perdendo. Mas antes de sua estreia ele já havia partido para a Itália. O motivo dessa viagem pode ter sido a dificuldade de encontrar um bom emprego depois da confusão que se instalara na ópera da cidade, mas de acordo com Mainwaring ele teria sido convidado pelo príncipe italiano João Gastão de Médici. Pode ter sido o resultado de ambos os fatores. De qualquer modo ele decidiu ir, mas não se sabe ao certo quando isso aconteceu. As próximas notícias sobre ele são de janeiro de 1707, quando já estava em Roma.

### Itália

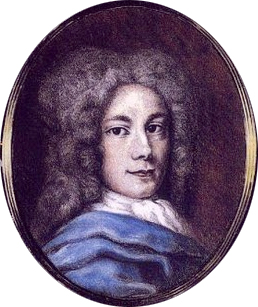
Retrato de Händel em sua temporada italiana

Na época de sua chegada em Roma a cidade era um dos maiores centros de arte da Europa, tinha uma nobreza ilustrada e cosmopolita, e um ambiente cultural de horizontes muito mais vastos do que os que até então conhecera, e em comparação Hamburgo parecia provinciana. Mas o papa proibira a produção de óperas, consideradas imorais, e a vida musical da cidade girava em torno da música instrumental e principalmente dos oratórios, cujo estilo era todo operístico mas tratavam de temas sagrados. O maior patrono da música era então o cardeal Pietro Ottoboni, que reunia semanalmente em seu palácio um grupo de personalidades para debater arte e ouvir música. Nesse círculo de conhecedores Händel encontrou-se com músicos como Arcangelo Corelli, Bernardo Pasquini e Domenico Scarlatti. Em fins de 1707 foi a Veneza, onde deu concertos. Em abril do ano seguinte estava novamente em Roma, como hóspede do príncipe Ruspoli, para quem escreveu o oratório La Resurrezione, estreado em 8 de abril com uma montagem suntuosa. Em seguida escreveu a cantata sacra Il Trionfo del Tempo e del Disinganno para o cardeal Ottoboni, e pode ter sido assistido como visitante a reuniões na Accademia dell'Arcadia, um círculo muito fechado de eruditos e artistas célebres, no qual não foi admitido. Mas sua fama já estava estabelecida, e o cardeal Pamphilij escreveu uma ode em louvor ao artista, comparando-o a Orfeu, posta em música pelo próprio Händel.
Visitou Nápoles, onde compôs em junho de 1708 uma cantata pastoral para o casamento do Duque de Alvito, e seguiu novamente para Veneza, onde em 26 de dezembro de 1709 estreou sua ópera Agrippina, com enorme sucesso; a cada pausa a plateia irrompia em aplausos, gritos de viva! e outras expressões de apreço. Apesar das perspectivas altamente promissoras para uma carreira italiana, em 1710 mudou-se para Hanôver, onde assumiu o cargo de mestre de capela da corte do Eleitor Georg Ludwig. Mas assim que chegou pediu licença para viajar, partiu para Düsseldorf, e em seguida para Londres.

### Inglaterra
Chegou em Londres no outono de 1710 e no início do ano seguinte recebeu a encomenda de uma ópera, Rinaldo, composta em poucos dias e estreada em 24 de fevereiro de 1711. Foi recebida entusiasticamente, tornando-o uma celebridade instantânea e inaugurando a moda da ópera italiana na Inglaterra. Expirando sua licença, teve de voltar a Hanôver para reassumir suas funções, mas passou antes por Düsseldorf novamente. Em novembro foi a Halle, onde foi padrinho de uma sobrinha. Em 1712 conseguiu permissão para outra viagem a Londres, na esperança de repetir o sucesso anterior, mas as duas óperas que compôs em sua chegada não tiveram um êxito significativo. Em torno de 1713 mudou-se para a casa de Lord Burlington, ainda um jovem, mas sua mãe já tornara a mansão da família um centro de arte. Possivelmente foi ela, em sua condição de camareira da Rainha Ana, que lhe conseguiu encomendas pela família real, compondo a Ode para a Rainha Ana e um Te Deum para celebrar a Paz de Utrecht. O resultado prático da Ode foi uma pensão anual de 200 libras concedida pela Rainha. Também tocou órgão regularmente na Catedral de São Paulo, sempre com grande assistência.

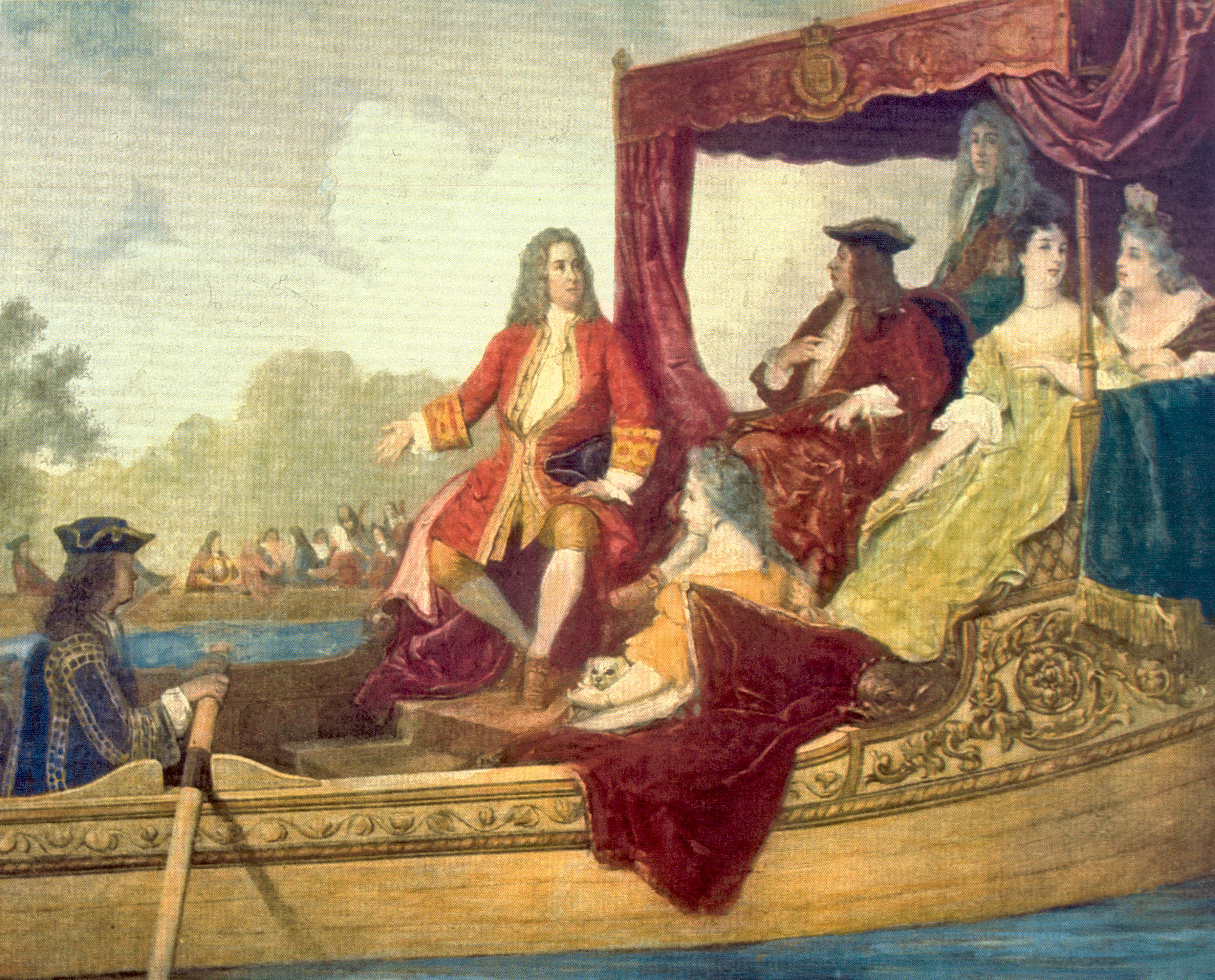
Händel e o rei Jorge se encontram sobre uma barca no Tâmisa.

Entretanto, a esta altura sua licença havia terminado há muito tempo, e seu patrão em Hanôver estava contrariado. As coisas se tornaram ainda mais constrangedoras para Händel quando o Eleitor assumiu o trono inglês em 1714 como Jorge I. Händel procurou por todos os modos evitar encontrá-lo, mas, segundo Mainwaring, um amigo seu, o Barão Kielmansegge, divisou um meio de reconciliá-los. Um dos passatempos favoritos dos nobres londrinos nesta época era o passeio de barco pelo Tâmisa, acompanhados de uma pequena orquestra que os seguia em um barco próprio. Num desses passeios o Rei foi convidado a participar, e Kielmansegge providenciou para que a música executada fosse de Händel. Sem saber quem era o autor, o Rei se mostrou deliciado, e ao ser revelada a trama, perdoou-o. Outras fontes, porém, dizem que a reconciliação aconteceu por intermédio de Francesco Geminiani, célebre virtuoso do violino, que ao ser convidado para se apresentar diante do Rei, exigiu que seu acompanhador ao cravo fosse Händel. Seja como for, Jorge I não só confirmou a pensão de Händel como a dobrou.
Os anos de 1716 e 1717 foram passados na Alemanha, acompanhando o rei em sua visita aos seus domínios alemães, mas foi-lhe dada liberdade de visitar outros lugares, indo a Hamburgo e Halle, visitando a mãe e ajudando a viúva de seu antigo mestre Zachow, que estava na pobreza, dando-lhe uma pensão que se manteve por muitos anos. Em Ansbach encontrou um antigo amigo, Johann Christoph Schmidt, já casado e com filhos, e com um negócio estabelecido, mas convenceu-o a deixar tudo e seguir com ele para Londres como seu secretário e copista. Nessa viagem compôs várias peças sob encomenda, e seu estilo mostrou uma temporária reversão para padrões juvenis. Na volta, em 1717, o entusiasmo inicial londrino pela ópera italiana havia se desvanecido. Händel tornou-se o mestre de capela do Duque de Chandos, um dos grandes patronos da música de seu tempo, para quem ele trabalhou por três anos, produzindo entre outras peças o conhecido Chandos Te Deum e os doze Chandos Anthems, que traem seu conhecimento da música de Purcell. Nesta fase escreveu também música para a liturgia anglicana, serenatas, seu primeiro oratório inglês, Esther, e deu aulas para as filhas do Príncipe de Gales.

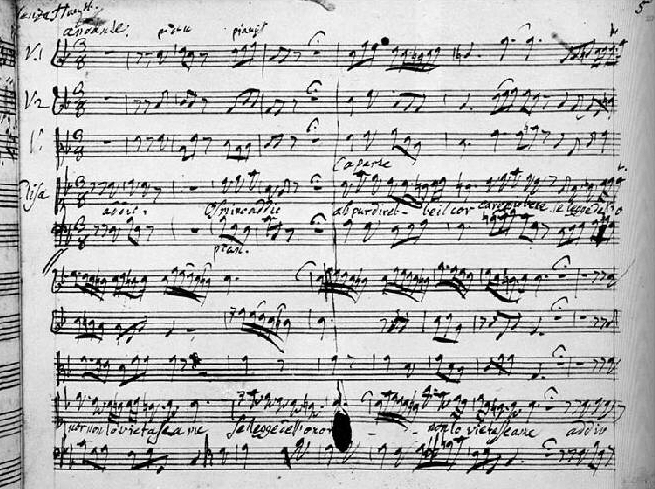
Partitura autógrafa de Tolomeo, 1724

Em 1719 parte da nobreza se reuniu e começou a planejar a ressurreição da ópera italiana em Londres, uma ideia que possivelmente nasceu no círculo do Duque de Chandos. Com a participação do Rei formou-se uma companhia com um capital de 50 mil libras, que recebeu o nome de Royal Academy of Music, inspirada na academia francesa. Händel imediatamente foi alistado como compositor oficial, e foi enviado para a Alemanha para contratar cantores. Bach tentou avistar-se com ele nesta ocasião, mas houve desencontro. A viagem não teve o resultado esperado, Händel voltou a Londres apenas com um nome famoso, a soprano Margherita Durastanti, e a récita inaugural da Royal Academy em 1720, com uma obra de um compositor menor, Giovanni Porta, foi inexpressiva. Na sequência, a encenação de Radamisto, de Händel, foi um pouco melhor, mas só foi apresentada dez vezes, e a ópera seguinte da temporada, Narciso, de Domenico Scarlatti, teve uma recepção pior do que as outras. No outono seguinte Lord Burlington contratou outro compositor para a Academy, Giovanni Bononcini, que veio a se tornar o maior rival de Händel. Sua estreia em Londres com a ópera Astarto foi um grande sucesso, auxiliado por um excepcional elenco de cantores virtuosos — Senesino, Boschi, Berenstadt, Berselli, Durastanti, Salvai e Galerati — que por seu mérito apenas teriam dado a consagração para qualquer obra que cantassem. Além disso a música de Bononcini possuía qualidade e era uma novidade para os ingleses, já acostumados com Händel, e logo em seu redor formou-se um partido numeroso de apoiadores. Na temporada seguinte foram suas as obras mais lucrativas, apresentando três, enquanto Händel só ofereceu uma, Floridante, cujo sucesso foi moderado. Contundo, a situação reverteu no ano seguinte, Floridante foi reapresentado com boa acolhida, e outras duas, Muzio Scevola e Ottone, tiveram excelente repercussão, em parte devido à chegada de outra cantora importante, Francesca Cuzzoni, que ofuscou todas as outras cantoras da moda com sua extraordinária capacidade vocal.
O relacionamento entre ele e os cantores não era tranquilo; eles eram virtuosos internacionais disputados pelas maiores cortes, ganhando remunerações altíssimas, mas também eram conhecidos por suas extravagâncias, exigências absurdas, incontrolável rebeldia e uma enorme vaidade. Várias vezes teve de pacificar rivalidades entre eles. Uma vez chegou a ameaçar a Cuzzoni de jogá-la pela janela se não o obedecesse. Por fim Senesino e Cuzzoni tornaram a vida impossível para os outros, que abandonaram a companhia, e os dois só foram tolerados porque eram de fato imprescindíveis. Em 1726 foi contratada outra cantora, Faustina Bordoni, que suplantou a própria Cuzzoni, mas as disputas não só continuaram como se acirraram, tornando-se públicas e prejudicando as récitas. Em uma apresentação em 6 de junho de 1727 a Cuzzoni e a Bordoni iniciaram uma luta corporal em pleno palco, arrancando-se mutuamente os cabelos, entre os gritos da plateia e uma confusão geral, estando a Princesa de Gales presente no teatro. Mesmo entre todos esses contratempos, nestes anos apareceu uma sucessão regular de grandes óperas, como Tamerlano, Giulio Cesare, Rodelinda, Scipio, Alessandro, Admeto, todas bem recebidas. Händel já era então considerado o renovador da ópera inglesa, e a julgar pelos relatos de críticos influentes da época como Charles Burney, ele demonstrava uma ciência musical muito superior à média, e era capaz de comover sua audiência de forma nunca vista, levando a música além do mero entretenimento e imbuindo-a de paixão.

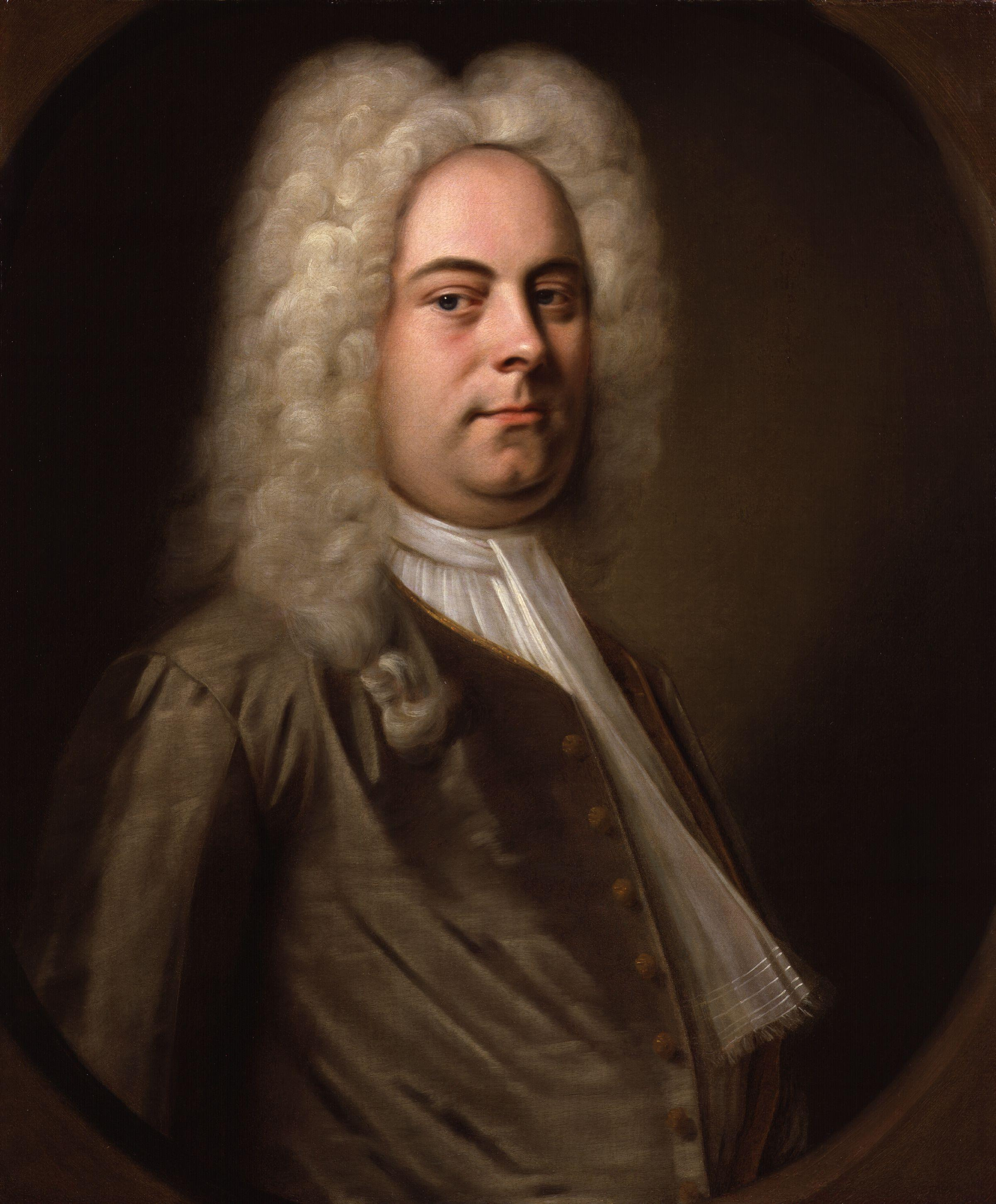
Händel em 1726-1728

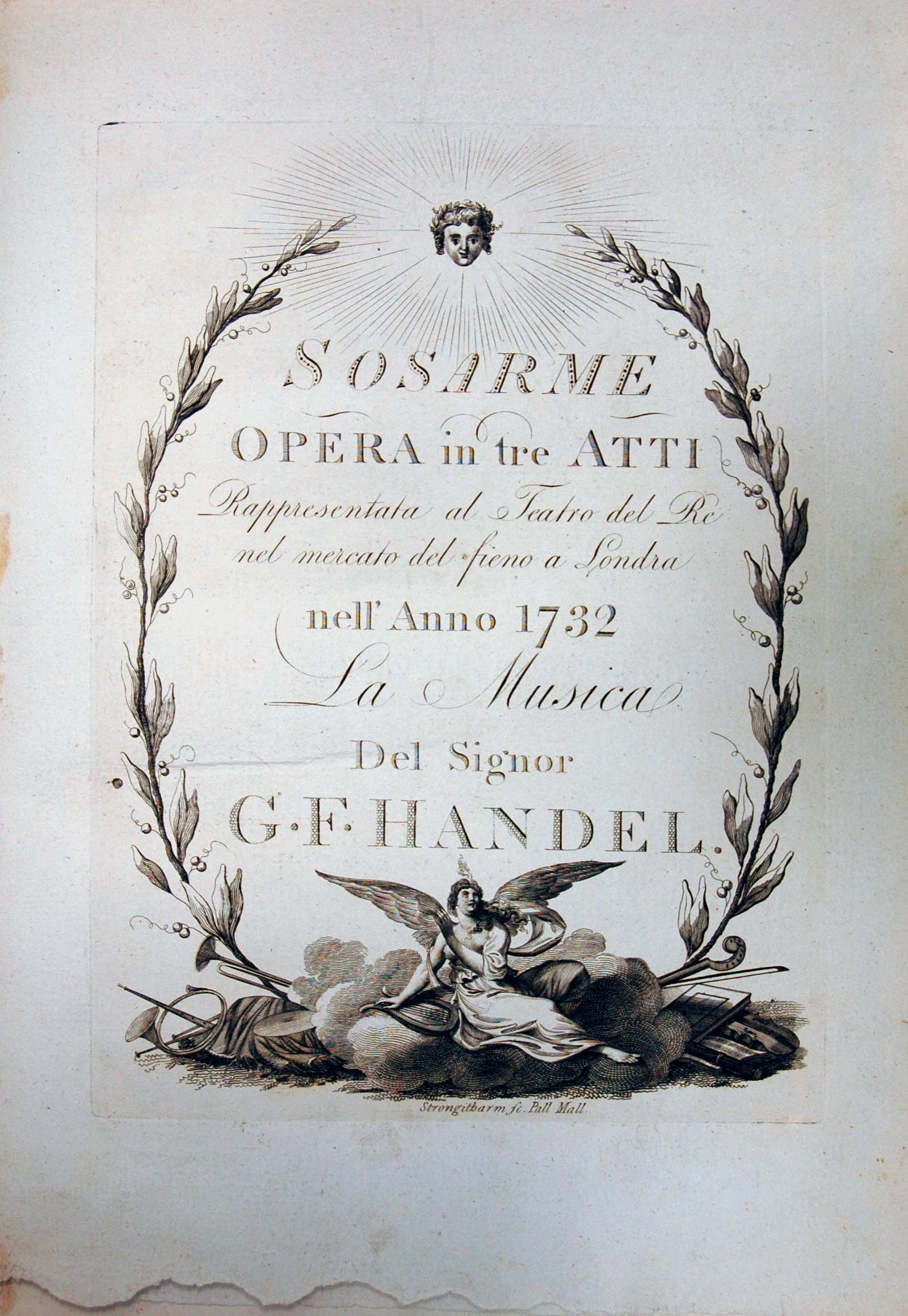
Capa da partitura impressa de Sosarme, 1732

Em 1728, porém, a Royal Academy foi dissolvida. Possivelmente os administradores não tiveram competência suficiente, mas um fator de grande importância foi a constante mudança nos gostos e nas modas. Quando foi apresentado o pastiche The Beggar's Opera por uma companhia rival, seu sucesso foi fulgurante, sendo apresentado 62 vezes. É provável também que a própria música de Händel nessa época, pelas mesmas qualidades que Burney elogiara, tenha se tornado uma das causas do colapso da companhia. Diante da leveza e humor da Beggar's Opera, com suas baladas de melodias fáceis em inglês que todos podiam cantarolar, seu caráter descompromissado e apelo imediato, a música altamente elaborada, séria e em italiano de Händel não pôde competir no gosto da população em geral, e supõe-se que parte do sucesso inicial dele tenha se devido antes à excitação e novidade das cantoras e castrati virtuosos, até então desconhecidos em Londres, cujas performances eram de fato eletrizantes, do que a uma verdadeira compreensão da substância e significado da música pelo grande público. O fim da companhia não representou um grande golpe para Händel. Como músico contratado, recebeu sempre seu pagamento, pôde acumular um capital de 10 mil libras, uma soma considerável na época, e a experiência serviu para que ele aperfeiçoasse sua habilidade na composição dramática, tornando-se indiscutivelmente o melhor compositor de óperas sérias em toda a Europa. Além disso, o sucessor de Jorge I, Jorge II, mostrou-se ainda mais simpático a ele, indicando-o compositor da Capela Real e compositor da Corte. Suas composições instrumentais também eram apreciadas, eram publicadas assiduamente e tinham ótima venda.
Mesmo com o fracasso da Royal Academy, ele sentiu-se seguro o bastante para lançar uma companhia operística por conta própria logo em seguida. Associou-se ao empresário Heidegger, contratou o aluguel do King's Theatre por cinco anos e viajou à Itália em busca de cantores, mas só conseguiu contratar nomes secundários. Também visitou Halle para ver sua mãe, e Bach novamente tentou vê-lo, mas de novo o encontro não se realizou. A estreia de sua companhia, com Lothario, foi pouco auspiciosa. Na temporada seguinte viu-se forçado a recontratar Senesino, e então a récita de Poro foi um sucesso. Também conseguiu contratar o baixo Montagnana, outro cantor notável, mas as apresentações de Ezio e Sosarme em 1732 foram escassamente assistidas. Em fevereiro reapresentou Esther em forma de oratório, e no fim do ano encenou a ópera Acis and Galatea, ambos em inglês e bem-sucedidos. No ano seguinte apareceu Orlando, outro sucesso, e foi convidado pela Universidade de Oxford para apresentar os oratórios Esther, Athaliah e Deborah. Todos tiveram as casas lotadas, instaurando um gênero que rapidamente se tornou popular.
Mas a situação econômica da sua companhia operística não era estável, e foi piorada com os eternos atritos com os cantores. Händel continuava sendo o favorito do Rei, mas já não era novidade, a nova geração já começava tornar-se influente, e seus gostos eram outros. Por ser um estrangeiro, mesmo já naturalizado, criou várias inimizades com os compositores nativos. Além disso, estando o Rei em sério atrito com seu filho, o Príncipe de Gales, este patrocinou a fundação de uma companhia de ópera rival, a Ópera da Nobreza, e Händel como favorito do monarca acabou por ser envolvido indiretamente na disputa. Segundo o relato de Lord Hervey, a questão tornou-se tão grave que ser contra Händel equivalia a ser contra o Rei, mas sendo o monarca impopular, a aristocracia se reuniu em torno do Príncipe e sua nova companhia, que ofereceu salários maiores para Senesino e Heidegger, e eles abandonaram Händel. Também perdeu a grande proteção da Princesa Ana, que deixou a Inglaterra para casar-se com o Príncipe de Orange. Em 1734 sua concessão do King's Theatre terminou e a casa foi entregue à Ópera da Nobreza, que contava então com um grande elenco de cantores, incluído o afamado Farinelli. Imediatamente ele fundou outra companhia no Teatro Real de Covent Garden, em associação com John Rich. Introduziu inovações nos espetáculos para atrair mais público, como concertos de órgão e bailados entre os atos das óperas, contando com a participação da célebre dançarina e coreógrafa Marie Sallé, mas a iniciativa não teve o resultado esperado, ainda que nos oratórios ele continuasse imbatível. Em 1736 o casamento de Frederico, Príncipe de Gales, com a princesa Augusta de Saxe-Gotha, deu-lhe a derradeira oportunidade de mostrar suas óperas em grande estilo, pois a princesa solicitou uma série de récitas privadas, onde o compositor apresentou composições antigas e uma ópera nova, Atalanta. Animado, preparou a temporada seguinte produzindo Arminio, Giustino e Berenice.

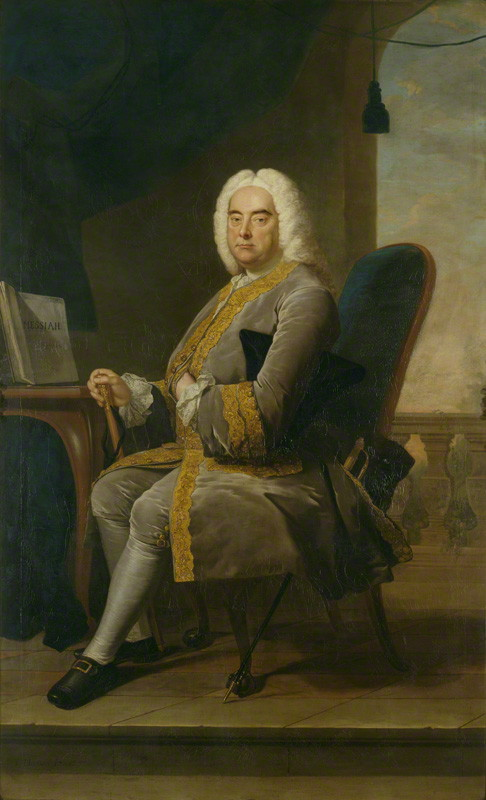
Händel em 1756 em pintura de Thomas Hudson.

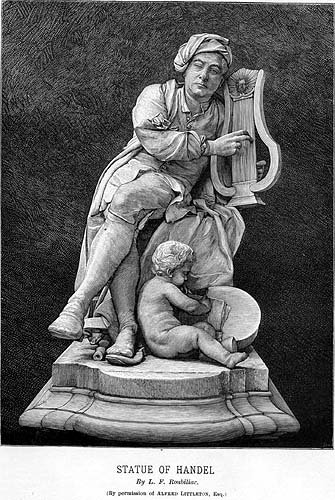
Gravura reproduzindo a estátua de Händel dos Jardins Vauxhall

Mas foi tudo inútil. Na temporada de 1735 já havia perdido 9 000 libras, e em 1737 faliu. Sua saúde fraquejou, ele sofreu um colapso nervoso e uma paralisia afetou seu braço direito. Foi então para a estância termal de Aix-la-Chapelle, onde recuperou-se com muita rapidez, e pôde ali mesmo compor uma cantata, que foi perdida. No fim do ano já estava de volta em Londres, e imediatamente iniciou a composição de outra ópera, Faramondo. Também fez uma tentativa de se adequar ao gosto de então, compondo sua única ópera cômica, Serse, que foi um completo fracasso. A outra teve sorte apenas pouco melhor. Seus únicos consolos nessa temporada difícil, em que também foi ameaçado de prisão por dívidas, foram um concerto beneficente que seus amigos organizaram para recolher fundos para ele, que inesperadamente foi muito concorrido, e a estátua que lhe ergueram nos Jardins Vauxhall, que segundo Hawkins, seu contemporâneo, era o retrato mais semelhante à sua verdadeira aparência de quantos ele conhecia.
Não se deu por vencido e fez planos ambiciosos para seu novo oratório, Saul, mas sua recepção foi pouco expressiva. Os seus oratórios seguintes, Israel in Egypt e L'Allegro, Il Penseroso e Il Moderato, foram outros fracassos. Suas outras obras, Parnaso in Festa, Imeneo e Deidamia, todas encontraram plateias vazias e mal duraram em cartaz mais do que duas ou três noites. Em 1739 estava novamente à beira da ruína. Apenas seus seis Concertos Grossos obtiveram boa acolhida, mas não conseguiram reverter sua situação financeira, agravada por uma coalizão de nobres que, por motivos desconhecidos, se posicionou contra ele nesta altura, boicotando seus concertos. Rolland disse que diante de tantos reveses ele decidiu deixar a Inglaterra, já sem forças para continuar a luta, e em 1741 anunciou que daria seu último concerto.
Entretanto, no mesmo ano foi convidado para dar uma série de concertos beneficentes em Dublim, e ali mais uma vez sua estrela voltou a brilhar. Para lá escreveu O Messias (Messiah), a sua obra mais conhecida, e reapresentou L'Allegro, cujas récitas foram um verdadeiro triunfo. Logo arranjou para que outras obras fossem encenadas, todas recebidas com entusiasmo. Em 1743 estava de novo em Londres, onde seu oratório Samson teve sucesso imediato, e seu Dettingen Te Deum teve recepção semelhante. Mas outras composições, como Belshazzar e Hercules, fracassaram, e apesar das pensões que continuou sempre recebendo pontualmente, em 1745 sua situação era mais uma vez crítica. Novamente a nobreza conspirou para a sua ruína. Horace Walpole afirmou que se tornou então uma moda, nos dias em que Händel oferecia seus oratórios, os nobres irem todos à ópera. Durante a rebelião jacobita ele aproveitou a movimentação política escrevendo obras de cunho patriótico. Seu oratório Judas Maccabaeus, composto em honra do Duque de Cumberland, que derrotara os revoltosos, teve enorme repercussão, dando-lhe mais renda do que todas as suas óperas juntas. De uma hora para outra tornara-se o "compositor nacional". Na sequência outras composições tiveram boa aceitação. Susanna foi um sucesso notável, bem como a Fireworks Music, uma suíte orquestral. Finalmente suas finanças se estabilizaram.
Em 1750 viajou pela última vez à Alemanha, visitando também os Países Baixos, mas seu itinerário é obscuro, somente se sabe com certeza que sofreu um acidente de carruagem e saiu bastante machucado. No começo do ano seguinte iniciou a escrita de Jephta, mas então surgiram problemas de visão. Foi operado, mas com pouco proveito, perdendo o funcionamento do olho esquerdo e tendo o outro afetado parcialmente. Seu braço novamente estava semiparalisado, mas pôde tocar órgão em Dublim em junho. Por conta desses problemas a escrita de novas obras foi muito prejudicada, mas com ajuda de seus secretários pôde continuar a compor em pequena escala e a revisar obras anteriores. Ainda tocava órgão nas récitas dos oratórios, recebia e visitava amigos, mantinha correspondência. Seus oratórios começavam a se fixar no repertório e se tornar populares; davam bastante lucro, tanto que ao morrer deixou um patrimônio de 20 mil libras, uma pequena fortuna, incluindo uma expressiva coleção de obras de arte. Em 1756 estava praticamente cego e revisou seu testamento, mas permanecia com boa saúde geral e um ânimo jovial, ainda tocava órgão e cravo com perfeição, e também se dedicava à caridade. No ano seguinte sua saúde melhorou muito, pôde retomar a composição produzindo uma quantidade de árias novas com a ajuda de seu secretário, e um novo oratório, The Triumph of Time and Truth, revisando uma obra antiga. Segundo relatos de amigos sua memória estava em condições excepcionais, bem como sua inteligência e lucidez. No ano seguinte ainda pôde dirigir encenações em Dublim, mantinha o controle sobre vários aspectos da produção de seus oratórios e viajava para várias cidades para encená-los, mas em 1758 já abandonara a maioria de suas atividades públicas, pois sua saúde começava a declinar rapidamente.
Sua última aparição em público aconteceu em 6 de abril de 1759, numa apresentação de O Messias, mas desmaiou durante o concerto e foi levado para casa, onde permaneceu de cama, falecendo na noite de 13 para 14 de abril. Foi enterrado na Abadia de Westminster, um grande privilégio, em uma cerimônia assistida por milhares de pessoas. Seu testamento foi executado em 1 de junho, deixando a principal parte de seus bens para sua afilhada Johanna, com dotes para outros familiares e seus assistentes, além de mil libras para uma instituição de caridade. Seus manuscritos ficaram com o filho de seu secretário Johnann Schmidt, de mesmo nome do pai, que os guardou até 1772, quando os ofereceu para Jorge III em troca de uma pensão anual. Alguns, porém, conservou, que depois foram adquiridos por Lord Fitzwilliam, e mais tarde doados à Universidade de Cambridge.

### Vida privada

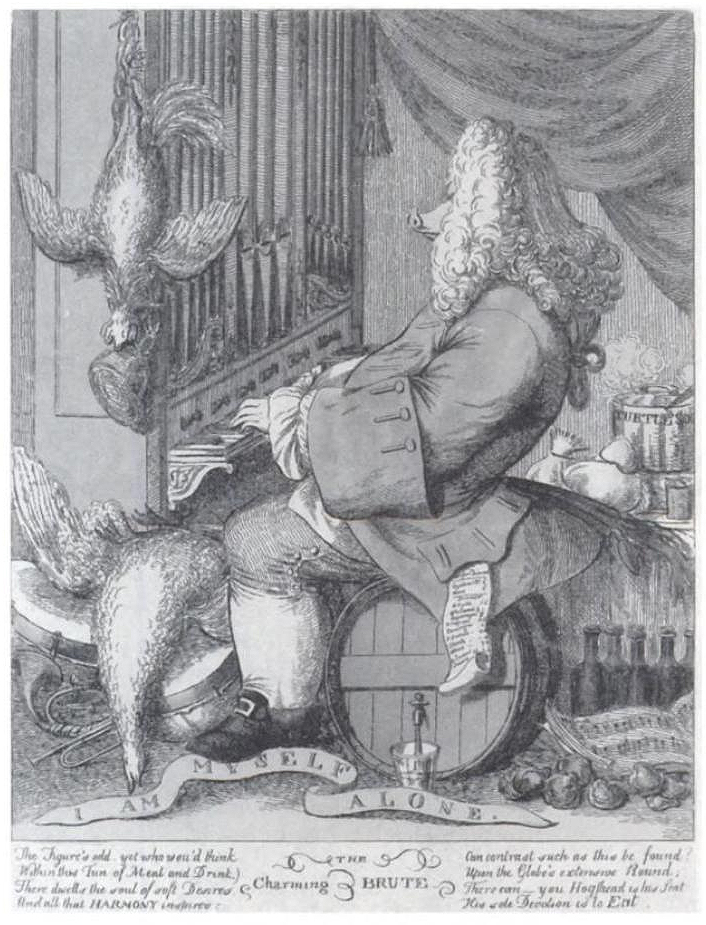
Joseph Goupy: Caricatura de Händel, 1754

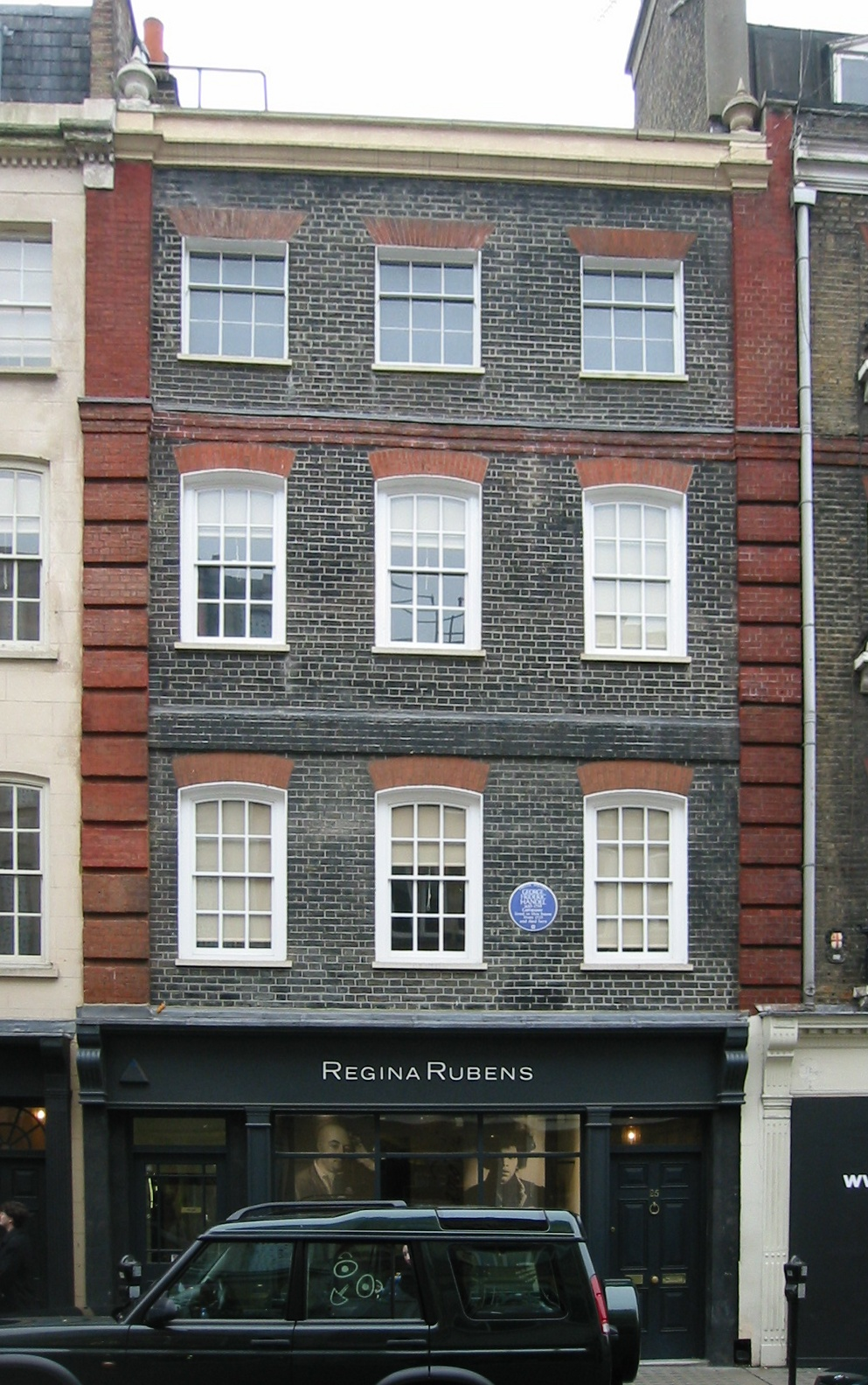
A casa de Handel em Londres

Não se conhece em grande extensão a vida privada de Händel, mas sobreviveram vários testemunhos significativos. Segundo esses relatos, quando jovem era considerado bonito e de boa compleição, mas à medida que envelheceu ficou obeso, pois apreciava os prazeres da mesa, o que deu origem a sátiras e caricaturas que ironizavam esse amor. Burney disse que apesar disso seu semblante irradiava dignidade, e seu sorriso parecia como um raio de sol perfurando as nuvens escuras: "... então subitamente brilhava de sua face um lampejo de inteligência, vivacidade e bom humor como eu raramente vi em qualquer outra pessoa". Era claramente inteligente e bem-educado, versado em quatro línguas — alemão, italiano, francês e inglês. Usava todas em combinação quando contava histórias para seus amigos, e consta que era um grande humorista. Estava à vontade entre os poderosos, a despeito de sua origem relativamente humilde, mas manteve amizades duradouras com pessoas comuns. Tinha um temperamento volátil, emotivo, compulsivo, podia passar rapidamente da fúria para a paz e benevolência. Era independente e orgulhoso de suas capacidades musicais e de sua honra, e as defendia com vigor e tenacidade; era impaciente com a ignorância musical, fez vários inimigos em sua carreira, mas não era vingativo, ao contrário, era conhecido por sua generosidade. Quando se tratava de defender seus interesses era astuto e sabia se valer da boa diplomacia quando necessário. Apoiou várias instituições de caridade e fez concertos beneficentes.
Gostava de outras artes além da música, tinha um gosto refinado e reuniu uma apreciável coleção de cerca 80 pinturas e muitas gravuras, incluindo obras de mestres famosos como Rembrandt, Canaletto e Andrea del Sarto. Sobre outras áreas, Burney e Hawkins disseram que ele desconhecia tudo. Cresceu como luterano, mas depois de sua naturalização parece ter adotado o culto da Igreja da Inglaterra. Sua religiosidade não parece ter sido extraordinariamente forte, mas parece ter sido sincera, e foi eclético o bastante para escrever música sacra para católicos, calvinistas, luteranos e anglicanos. Jamais se casou e sua vida sexual, se existiu, permaneceu oculta do público. É possível que tenha mantido romances temporários com cantoras de suas companhias de ópera, conforme rumores que correram durante sua vida. Alguns dizem que lhe foi proposto casamento mais de uma vez, e também foi aventado que poderia ter tido uma inclinação homossexual, mas nada foi documentado. Burney disse que ele trabalhava tanto que pouco tempo lhe restava para entretenimentos sociais. Apesar da grande quantidade de relatos sobre ele — e de anedotas — Lang foi de opinião que sua natureza mais íntima permanece obscura, um homem "difícil de conhecer e difícil de retratar... e que nos faz acreditar que o homem interior difere marcadamente do exterior... suas obras permanecem como a principal chave para explicarmos o seu coração".
Gozou de boa saúde geral por toda a vida, mas algumas afecções lhe trouxeram problemas — ocasionais ataques de paralisia no braço direito, um episódio de desequilíbrio mental e sua cegueira final. Elas foram analisadas modernamente, com as seguintes conclusões: os ataques de paralisia, o primeiro deles em 1737, possivelmente se deveram a alguma forma de estresse muscular ou artrite de origem cervical, ou alguma neuropatia periférica por causa do uso repetitivo da mão e do braço, como é comum entre os músicos. Também podem ter sido fruto de intoxicação por chumbo, que era presente em quantidades significativas no vinho que ele bebia. No primeiro episódio de paralisia foi observado também uma perturbação mental de alguma gravidade, da qual não sobrevivem relatos detalhados, e que devido à falta de outros sintomas e sua brevidade pode ter sido uma reação emocional extrema diante da perspectiva de perder para sempre o uso do membro, essencial para sua profissão, ou o resultado da tensão em virtude da sua falência como empresário. Mas ambos os problemas desapareceram rápido e não deixaram sequelas conhecidas. Outros ataques de paralisia aconteceram ao longo dos anos, todos revertendo com rapidez e sem prejudicarem depois suas habilidades como intérprete. Muitas vezes ele queixou-se de má saúde para seus amigos, mas todos os relatos deles sobre esses encontros contradizem suas palavras, descrevendo-o sempre como estando visivelmente bem, perfeitamente lúcido, espirituoso e ativo. Sua doença mais grave foi a cegueira, notada a partir de 1751, interrompendo temporariamente a escrita do oratório Jephta. Buscou ajuda médica e foi operado do que foi descrito como uma catarata por três vezes, sem sucesso. Acabou perdendo completamente a visão do olho esquerdo, e nos anos seguintes, do direito, embora ao que parece não de todo, pelo menos no início. Foi sugerido que essa cegueira foi resultado de uma neuropatia óptica isquêmica. William Frosch rejeitou ainda outras opiniões presentes em especial em biografias do início do século XX, que o mostravam como um maníaco-depressivo.

## Obra

### Contexto

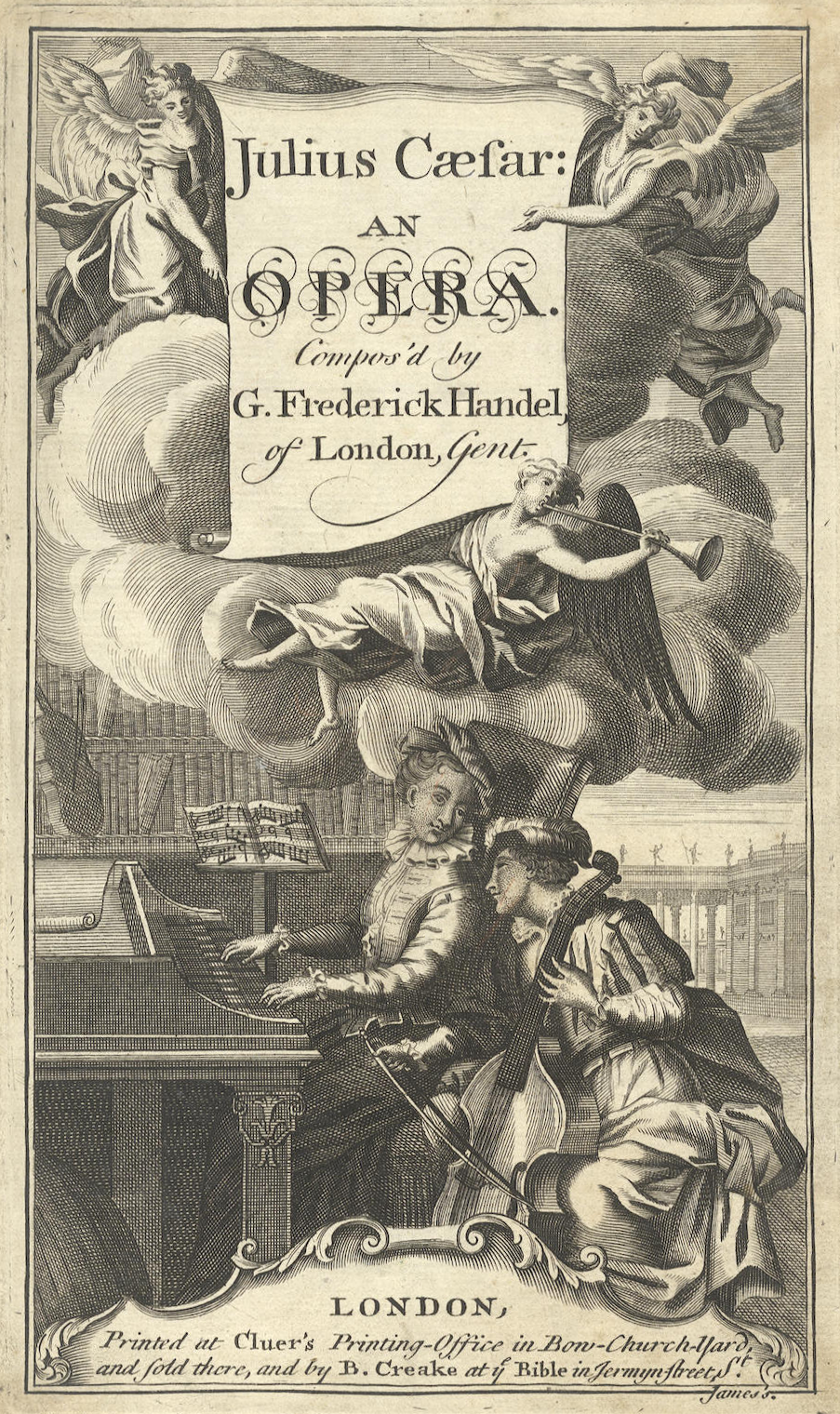
Capa da primeira edição de Giulio Cesare, 1724

Quando Händel chegou à Inglaterra para desenvolver a parte mais significativa de sua carreira, encontrou a vida musical do país em declínio. Depois da morte de Purcell e John Blow não havia surgido nenhum compositor de estatura, o que abrira espaço para uma virtual invasão de estrangeiros, especialmente italianos, mas a estrutura local não estava pronta para assimilá-los. Enquanto no resto da Europa havia inúmeros centros musicais importantes, e mesmo cortes provincianas mantinham orquestras e teatros, na Inglaterra o único centro de atividade era Londres, e mesmo ali não havia um sistema de patrocínio pela nobreza. Assim a única música de qualidade era ouvida em pequenos saraus domésticos dados por nobres diletantes em suas mansões ou clubes privados, em alguns concertos públicos e um pouco de música sacra no culto. A situação era piorada com a completa ausência de instituições de ensino musical, em contraste com as academias bem estruturadas de outros países. Essa situação começou timidamente a reverter pouco depois da sua chegada, e ele teve um papel central nesse processo. Também a nobreza foi fundamental para que a ópera em italiano pudesse florescer, em vista de seus custos altíssimos de produção, e de fato só aconteceu porque seu público mais importante foi a própria elite, que considerou o gênero uma novidade excitante. Mesmo com esse apoio, a tradição operística em italiano na Inglaterra foi mais uma moda passageira, não conseguiu se enraizar profundamente, e se o fez por algum tempo, foi mais graças à obstinação de Händel. Todas as companhias operísticas que se formaram viram muitos sucessos, mas também sofreram reveses consideráveis, e nenhuma durou muito tempo. As causas para isso foram tanto a sua inviabilização econômica quanto a resistência de parte do público, que em parte via o ambiente teatral como um antro de vícios e a música como potencialmente perigosa por descontrolar as emoções, e em parte preferia mais a ópera-balada em inglês. Também os críticos da imprensa foram resistentes, tendendo a ver tudo como um estrangeirismo artificioso e um tanto absurdo, e estavam mais interessados na ressurreição do rico passado musical nativo, como se prova pela criação da Academia de Música Antiga em 1710, pela aparição de várias e extensas compilações de música das gerações entre Dunstable a Purcell, e pela publicação de obras importantes de história da música e musicologia.
Apesar da grande participação individual de Händel na dinamização da vida musical inglesa, havia em seu tempo um nítido movimento em toda a Europa para a criação de um novo público para a música e as outras artes, formado especialmente pela burguesia em ascensão. Locais como cafés, sociedades culturais, bibliotecas, muitas vezes ofereciam atrações musicais, e a imprensa contribuiu para a educação desse público desenvolvendo ativo articulismo crítico, seja em nível profissional, seja amador. Aqueles espaços citados, serviam, então, como florescentes fóruns de debates culturais para a sociedade burguesa que se ilustrava, onde participavam não apenas ela, mas, especialmente no caso da Inglaterra, era comum a reunião adicional de artistas, jornalistas e nobres interessados em arte, numa atmosfera de ampla igualdade social que, entretanto, logo para fora das portas, desaparecia. A liberdade ali dentro era tanta que a polícia inglesa não demorou a colocar tais casas sob suspeita de serem focos de subversão política. Mas a pressão contrária foi grande, o controle oficial em seguida foi relevado, e sua atividade prosperou, tornando-se centros importantes de cultivo tanto da crítica de arte inglesa como de um senso de identidade em política e cultura para a classe média local.

### Visão geral
Falando de seu estilo geral, Romain Rolland disse:
"Nenhum outro músico é tão difícil de incluir nos limites de uma definição, ou mesmo dentro de várias, do que Händel. [...] Ele não é um daqueles que impõem sobre a vida e a arte um idealismo voluntário, seja violento ou pacífico; nem é daqueles que escrevem a fórmula de sua campanha no livro da vida. Ele é do tipo que bebe da vida universal, e a assimila a si mesmo. Sua vontade artística é essencialmente objetiva. Seu gênio se adapta a milhares de imagens de eventos passageiros, às nações, aos tempos em que viveu, e mesmo às modas de seus dias. Ele se acomoda às várias influências, ignorando todos os obstáculos. Ele pondera outros estilos e outros pensamentos, mas tamanho é o poder de assimilação e o equilíbrio de sua natureza que ele jamais submerge ou se sobrecarrega pela massa dos elementos estranhos. Tudo é devidamente absorvido, controlado e classificado. Esta alma imensa é como o mar, onde todos os rios do mundo se derramam sem que perca sua serenidade".

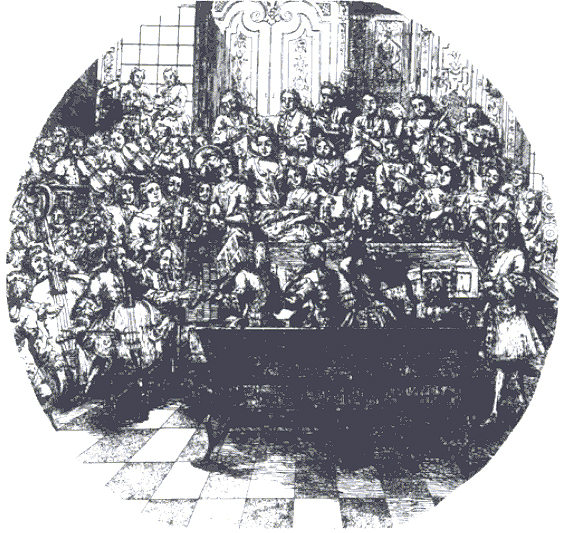
Händel regendo um oratório

Quanto à obra operística, Händel em linhas gerais seguiu os princípios da música dramática italiana, que era a corrente dominante em seu tempo, toda composta na grande tradição da ópera séria. Não reagiu contra as convenções do gênero, mas foi capaz de introduzir-lhe grande variedade, e notabilizou-se pela profundidade da caracterização psicológica de seus personagens, conseguindo fazer convincentes seres humanos dos heróis míticos de suas histórias. Incorporou também elementos dos estilos inglês (especialmente de Purcell), francês (a tradição dramática de Lully e Rameau) e alemão (Krieger, Reincken, Buxtehude, Pachelbel, Muffat e outros, que deram a base de sua formação inicial), os quais conhecia em profundidade, sendo, de acordo com Nikolaus Harnoncourt, um dos poucos compositores de seu tempo que podiam ser descritos como verdadeiramente cosmopolitas. Suas obras vocais nunca foram compostas para satisfazer o gosto popular, salvo algumas tentativas em seus anos finais, todas mal-sucedidas, e sua correspondência privada atesta o quanto ele desprezava esse gosto, mas seus cadernos de notas revelam que retirava muita inspiração das canções que ouvia nas ruas. Compunha para o momento, por dinheiro, para arrasar seus concorrentes, sem pretender a imortalidade, mas, segundo Edward Dent, jamais abandonou a seriedade com que via seu próprio trabalho, e o fez visando uma classe social educada que seria capaz de desejar, além de entretenimento, também graça, dignidade e serenidade. Apesar disso, contribuiu de forma importante para disseminar música de alto nível entre o povo através dos seus concertos públicos. Suas obras sacras revolucionaram a prática inglesa, não somente através do emprego de grandes massas orquestrais e vocais e pelo uso eficiente do stile concertato, contrapondo pequenos grupos e solos contra o bloco da orquestra e coro, como também pelos seus efeitos grandiosos e poderoso dramatismo, e pela introdução de um senso melódico mais moderno e uma harmonia mais clara. Seus oratórios, muito mais do que substitutos de óperas para os períodos de Quaresma, quando os teatros profanos fechavam, fundaram no país toda uma nova tradição de canto coral, que logo se tornou um traço importante da cena musical inglesa e que inspirou Haydn e impressionou Berlioz. Além da sua produção vocal, deixou grande quantidade de música instrumental de nível superior, entre concertos, sonatas e suítes.
Händel foi celebrado como um dos grandes organistas e cravistas de sua geração, foi chamado de "divino" e "miraculoso", e comparado a Orfeu. Certa vez, em Roma, tocou o cravo de pé, numa posição incômoda, e com um chapéu debaixo do braço, mas de uma maneira tão exímia que todos disseram, jocosamente, que sua arte se devia a algum pacto com o demônio, já que ele era um protestante. Sentando-se depois, tocou ainda melhor. Espantava seus ouvintes com sua capacidade de improvisação. Um registro contemporâneo refere que "ele acompanhava os cantores da forma mais maravilhosa, adaptando-se ao seu temperamento e virtuosidade, sem ter qualquer nota escrita diante de si". Mattheson afirmou que nesse terreno ele era incomparável. Teve alguns alunos na Alemanha, mas depois disso jamais voltou a ensinar, salvo as filhas de Jorge II da Grã-Bretanha, e o filho de seu secretário, John Christopher Smith. Um relato da época conta que ele não apreciava esta atividade. A documentação manuscrita sobrevivente, incluindo um caderno de exercícios composto para uso destes poucos alunos, indica que seus métodos como professor não diferiam da prática geral de seu tempo, mas mostravam uma especial influência da escola germânica, onde ele mesmo recebera sua formação.

### Método de trabalho e técnica de composição
Testemunhos de época afirmam que Händel tinha uma impressionante facilidade para compor, às vezes compunha mais rápido do que os seus libretistas podiam fornecer-lhe o texto para suas óperas e oratórios. Compôs a abertura de Rinaldo em uma única noite, e escrevendo Belshazzar tão rapidamente que seu libretista não conseguia acompanhá-lo, entreteve-se nas horas vagas compondo Hercules, outra grande obra. Seu célebre O Messias, extenso oratório em três atos, foi composto em apenas 24 dias. Não era sistemático, compunha obras em partes independentes enquanto trabalhava em várias ao mesmo tempo. Quando compunha isolava-se do mundo e ninguém tinha permissão para interrompê-lo. Enquanto o fazia, gritava consigo mesmo, e se emocionava quando trabalhava sobre um texto trágico ou piedoso. Seus serviçais muitas vezes o viram chorando e soluçando sobre as folhas de música. Quando esteve escrevendo o coro Halleluja, do Messiah, seu camareiro foi servir-lhe chocolate quente e o encontrou em prantos, para quem o músico disse: "Não sei se eu estava em meu corpo ou fora dele quando escrevi isso, só Deus sabe!"

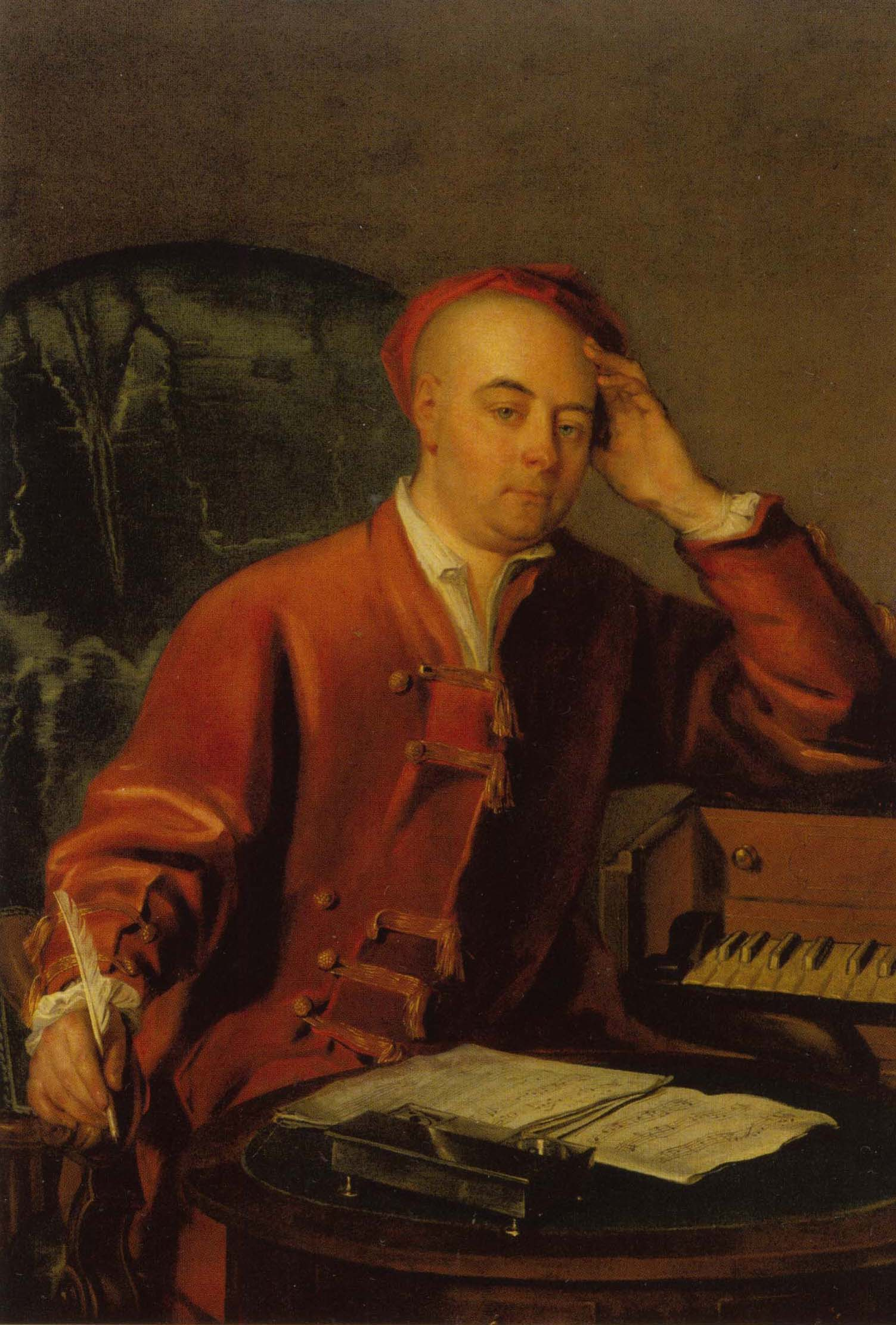
Mercier: Handel compondo

Sua técnica geral de composição das obras vocais, que perfazem a parte mais importante de seu legado, é peculiar. Não fazia esboços a não ser anotações muito sucintas da ideia melódica principal da peça, escrevendo de forma direta até a conclusão, e embora isso não fosse uma regra, era uma prática comum sua compor primeiro um esqueleto da peça, com o baixo contínuo, os violinos e a voz por extenso, e só depois de terminado esse arcabouço preenchia as partes médias e escrevia a música dos recitativos. Muitas vezes deixou apenas indicações sucintas, com muito espaço para improviso do intérprete, e por isso as vozes intermediárias muitas vezes têm a função mais de simplesmente prover um recheio harmônico do que chamar a atenção para si. Usava bastante a técnica do "recorte-e-cole", não era raro que mudasse de ideia ao longo da composição e isso repercutisse na alteração completa da estrutura, como o provam várias peças em diversas versões bastante diferentes, e reaproveitava material de composições antigas. Tais liberdades dificultam o estabelecimento de um padrão fixo de composição. Como descreveu Hurley,
"Se perguntarmos se Händel compunha de forma espontânea, devemos responder sim; se perguntarmos se para ele a composição envolvia planejamento prévio, devemos responder sim; se perguntarmos se ele revisava suas obras alterando-lhes a forma mas preservando o conteúdo melódico, devemos responder sim; se perguntarmos se Händel abandonava suas ideias melódicas originais no curso do estabelecimento da forma, a resposta é sim".
Sua principal preocupação parece ser a melodia e o efeito de conjunto, e não o detalhe. E quanto à melodia, foi um dos maiores melodistas de todos os tempos, criando linhas complexas, de estrutura assimétrica e amplos gestos, mas que formam um todo notavelmente unificado e expressivo. Seu fértil engenho era capaz de criar melodias para expressar o completo espectro emocional do ser humano nas mais variadas situações. O regente Christophe Rousset, perguntado sobre quais características da obra de Händel considerava as mais importantes, disse:
"Até onde sei, a primeiríssima é sua linha vocal, seu gênio melódico, o fato de que sua linha é muito natural, e se adequa perfeitamente à voz. Você simplesmente sente que o cantor desliza para dentro da linha sem o sofrimento que ele encontra em uma cantata de Bach ou em uma Leçon de Ténèbres de Couperin — peças maravilhosas que fazem você pensar que os cantores estão sendo crucificados, um sentimento que é parte do jogo e que pertence à beleza do gesto interpretativo. Händel fala sobre a naturalidade do canto, uma espécie de massagem vocal da qual resulta um deleite, um prazer, que empresta a tudo uma dimensão hedonística."
Apesar de ser um contrapontista exímio, o contraponto tem uma parte relativamente secundária no seu estilo, e trabalhou as técnicas polifônicas com grande liberdade e originalidade. Muitas vezes sua polifonia foi comparada com a de Bach, sempre desfavoravelmente, mas com isso se perde de vista que apesar de suas origens e sua formação, seu modelo não foi a abordagem germânica da polifonia, mas a italiana, a de Legrenzi, Vitali, Bassani, e sobretudo Corelli, cujo estilo é leve e pouco formal, fluente, livre, flexível, e vocal em origem e espírito mesmo quando adaptado para o idioma instrumental. Daí que sua concepção de polifonia era em tudo diferente daquela de seu famoso conterrâneo, e seus objetivos eram igualmente outros, fazendo-a servir sempre a propósitos dramáticos. É significativo que no seu tratamento das fugas, a forma contrapontística mais rigorosa e também a mais prestigiada, que para os barrocos teve papel tão importante como a sonata para os neoclássicos, mostre um tratamento muito livre, e em geral façam uso de largas seções homofônicas e pareçam à primeira vista apenas esboços. Permitia-se também a inversão de seções, colocando às vezes o stretto logo após a primeira exposição, borrando os limites entre os episódios ou usando trechos fugados à maneira de rondò. Quando aplicou a polifonia ao coro, não raro construía um trecho polifônico primeiro, que desembocava numa seção homofônica como coroamento dramático da peça, obtendo efeitos impactantes. Para os críticos dessa abordagem tão livre e pessoal, provou que isso não se devia a uma eventual incompetência no manejo da forma, mas a uma escolha consciente, através de vários exemplos didáticos de grande beleza que seguem as regras à risca.
Sua harmonia é sempre sólida, clara, atraente, imaginativa e muitas vezes ousada, com modulações inusitadas e aventurescas e resoluções imprevistas, e fez uso de tonalidades incomuns em sua época, como si bemol menor, mi bemol menor e lá bemol menor. Era capaz de produzir tanto efeitos atmosféricos sutis como encadeamentos de acordes de poderoso movimento dramático. Aparentemente definia de antemão os contornos harmônicos de uma peça, mas deixava para decidir nuances e movimentos harmônicos detalhados ao longo do processo compositivo, dando à sua criatividade, segundo o que pensa Hurley, um caráter intuitivo. Nos seus recitativos foi às vezes um profeta da música moderna, com cromatismos surpreendentes. Era dono de uma grande habilidade para o desenvolvimento temático, que podia assumir proporções sinfônicas nos acompanhamentos das árias e nos coros, criando um efeito de movimento contínuo de grande força propulsiva. Tinha um fino senso de ritmo e de refinamento métrico. Suas frases, segundo Lang, podem ser comparadas a versos brancos, cujo ritmo é dinamizado por enjambements e pelo uso de combinações e alternâncias de metros diferentes. Isso fica nítido nos seus manuscritos, que usam a marcação de compasso com grande liberdade, o que muitas vezes é "corrigido" em edições impressas, privando o leitor da percepção das sutis nuances de fraseado.
No tratamento das árias divergiu da prática de seu tempo. A ária havia evoluído para uma forma chamada da capo (do início), uma estrutura tripartida e simétrica: ABA — uma primeira seção apresentando o tema principal e seu desenvolvimento através de variações e ornamentação; seguia-se uma parte contrastante, em outra tonalidade, geralmente a relativa oposta da tonalidade de abertura, que tinha a função de introduzir o elemento dialético do discurso, uma contra-argumentação, e depois se fazia uma recapitulação do material inicial no ritornello, que confirmava a ideia básica da peça, que em sua época era uma repetição literal do primeiro trecho. Händel muitas vezes evitou uma repetição literal introduzindo modificações que filtravam elementos da seção intermédia, ou fazia abreviações em toda a seção, resultando numa estrutura assimétrica, ABa.
Händel tornou-se famoso entre outras coisas por sua habilidade de ilustrar gráfica e musicalmente o significado do texto, na técnica conhecida como "pintura de palavras", que era uma das categorias mais importantes do pensamento musical barroco e se inseria na "doutrina dos afetos", um complexo sistema de simbolização de emoções através de recursos plásticos e auditivos que era usado na música puramente instrumental e se tornava ainda mais crucial para a música vocal dramática. Segue como exemplo um fragmento de uma ária do Messiah. O texto reza:
"Every valley shall be exalted, and every mountain and hill made low; the crooked straight and the rough places plain."
"(Todo o vale será exaltado, e toda a montanha e colina serão rebaixadas; o torto será endireitado, e a aspereza aplainada)"
Händel ilustra a exaltação dos vales realizando um salto ascendente de uma sexta e em seguida celebrando a exaltação com uma longa e florida sequência melismática.
Quando ilustra o rebaixamento das montanhas, primeiro "escala" a montanha com quatro notas que vencem uma oitava inteira e imediatamente faz cair a melodia para a origem; a seguir descreve a palavra hill, "colina", com um ornamento cujo desenho é um arco suave, e então faz a melodia descer até sua nota de origem, a mais baixa da frase. Descreve crooked, "torto", primeiro com quatro notas em uma figura ondulante, e depois com uma série de saltos, e straight, "direito", com uma única nota de longa duração. Desenha rough, "áspero", com uma série de notas de altura igual em um ritmo "quadrado", convencional, e ilustra o processo de aplainamento, na expressão made plain, com um salto ascendente de quarta que na primeira vez se sustenta por quase três compassos, com um floreio suave, e na segunda vai lentamente passando por notas longas, que descem pouco a pouco até a tônica.
Ária Every valley shall be exalted
Foi um excelente e sensível orquestrador, fazendo um uso muito seletivo e consciente do instrumental à sua disposição. Apesar de interpretações modernas se valerem de instrumentos modernos, muitas vezes com excelentes resultados se bem conduzidas, as características de timbre, potência e sustentação sonora dos instrumentos barrocos são únicas, eram exploradas sistematicamente pelo compositor para obtenção de resultados específicos de cor, atmosfera e simbolismo musical, e não podem ser reproduzidas pela orquestra clássico-romântica que ainda é a base da orquestra de concerto padrão. Também tomou cuidados pouco comuns em sua geração de deixar claras suas intenções de performance na escrita da partitura, fazendo muitas anotações de tempo e de mudanças dinâmicas. Suas óperas empregavam apenas de quarenta a sessenta pessoas, incluindo o coro, os solistas e os instrumentistas. Para os oratórios podia precisar de forças um pouco maiores, mas não muito. Em ocasiões solenes podiam ser usados conjuntos excepcionalmente grandes, com coros e orquestras duplos. Seu coro padrão, com cerca de vinte integrantes, era todo masculino, composto de baixos, tenores, falsetistas como contraltos e meninos para a parte de soprano. Mulheres só apareciam como solistas em papéis dramáticos, o que era uma praxe da época.

#### A questão do plágio
Tem sido longamente debatida a sua prática de tomar de empréstimo material alheio para suas composições. Muitos têm visto nisso um plágio, uma falha ética, ou um sintoma de falta de inspiração, mas o fato é que em sua época não havia um conceito de direito autoral como hoje o conhecemos, e, além do mais, esse uso era corriqueiro e um fenômeno que não se restringia só à música, mas era verificado em todas as artes. O ato de tomar uma peça ou fragmento de empréstimo para reelaborar seu material vinha, de fato, de longa data. George Buelow assinalou que as práticas da paródia, da paráfrase, do pastiche, da variação e de outras formas de apropriação de material alheio seguiam uma tradição que remontava à Antiguidade clássica, e que estava intimamente ligada à retórica — a arte de bem dizer, de ser persuasivo — uma das habilidades que o cidadão perfeito devia dominar, essencial para a participação produtiva na vida comunitária. A retórica vinha mesmo revestida de uma aura mística, estando ligada a mitos sobre a origem dos dons intelectuais do homem, sua "centelha divina". Na prática, o "plágio" era bom para todos: dava mais popularidade ao compositor original, indicando o reconhecimento do seu mérito; era uma forma de diálogo com um público experiente, capaz de perceber as sutilezas e referências do discurso, e podia servir a competições amigáveis: os "plagiários" demonstravam mérito próprio se fossem capazes de apresentar uma variação criativa e erudita, como um atestado da sua cultura musical e talento.
Esse debate citacional entre criadores, teóricos e público, elaborando as tensões entre tradição e inovação, entre originalidade e imitação, avivava a difusão de ideologias e modas estéticas, e na época de Händel já dinamizava um significativo mercado editorial e de crítica e consumo de arte. Mesmo que no tempo de Händel essas várias formas de plágio começassem a ser questionadas, elas ainda não haviam sido revestidas de uma conotação negativa. Seu professor Zachow o incentivara a copiar obras de outros mestres a fim de consolidar seu estilo, e isso era um método pedagógico universal. Mattheson apontou a sua prática de tomar de empréstimo material alheio já na juventude, mas não o criticava, antes assinalava a existência de uma filiação a princípios artísticos comuns, e também a entendia como uma forma de elogio do copiador ao copiado. O que intrigou os críticos contemporâneos de Händel não foi tanto o fato de ele ter se valido de material de outros, mas o grande número de vezes em que ele o fez. Críticos das gerações seguintes ficaram ainda mais preocupados, pois pensaram que Händel era um plagiador furtivo, mas os empréstimos de Händel eram conhecidos de todos em seu tempo e ele mesmo não fazia o menor esforço de escondê-los. O crítico e compositor Johann Adolph Scheibe escreveu em 1773:
"Nosso Reinhard Keiser foi em seu tempo um grande compositor, com uma capacidade inexaurível de invenção de ideias. Haendel e Hasse, aqueles dois grandes homens que honraram a Alemanha na Itália e na Inglaterra, muitas vezes — especialmente o primeiro — usaram suas ideias, e em fazendo-o fizeram bem. Eles entendiam tão bem como aplicar sua própria arte àquelas ideias que em suas mãos elas se transformavam em pensamentos novos e originais. Mattheson e Telemann corroboraram isso mais de uma vez, e junto com outros relatos que conheço, não posso duvidar do que disseram."
Refletindo o espírito do tempo, John Dryden disse certa vez: "O que eu trago da Itália eu gasto na Inglaterra, aqui permanece e aqui circula, pois se a moeda é boa, ela passa de mão em mão". Uvedale Price escreveu em 1798:

Assinatura de Händel

"Se houve algum dia um gênio realmente grande e original em qualquer arte, Händel foi este gênio na música; e mesmo assim, o que pode parecer um paradoxo, jamais houve um plagiário maior. Ele tomava sem escrúpulos e sem dissimulação tudo o que servia ao seu interesse. [...] Mas tudo o que Händel roubava, ao fazer passar por seu pequeno laboratório mental, mesclando com suas próprias ideias, tornava-se tão seu como se ele mesmo fora o criador. Como a abelha, que retira as doçuras de várias flores e as transforma em uma substância única que ninguém pode imitar, através desta maneira de trabalhar ele frequentemente deu a algo que passou despercebido em sua situação original um sabor de elevada e rara qualidade: a Händel poderia muito bem ser aplicado o que Boileau, com mais verdade que modéstia, disse a seu próprio respeito — mesmo imitando, sempre original".
Dois de seus primeiros biógrafos, Charles Burney e Sir John Hawkins, que eram os maiores críticos musicais ingleses de sua geração, também não estavam nem um pouco preocupados com o fato. Somente no século XIX os pruridos morais começaram a se fazer visíveis, e então apareceram vozes claramente desaprovadoras. O primeiro artigo a criticar o plagiarismo de Händel negativamente apareceu em 1822, um trabalho do irlandês F. W. Horncastle, que determinou o tom de quase toda a crítica oitocentista a respeito deste aspecto da obra do compositor. Nele estava já nítida a visão romântica sobre a criatividade como uma manifestação de pura originalidade, e nesse novo contexto o plágio adquiriu uma conotação imoral. Disse Horncastle:
"Tentarei provar que mesmo os maiores compositores não só foram culpados desta ofensa (o plágio) como aumentaram a extensão de sua culpa na proporção em que eram mais iluminados, mais experientes e mais exaltados acima dos 'pobres mortais' pelo esplendor de seu gênio... que estes plágios que logo vou elencar sejam chamados de roubos musicais, quando passagens inteiras, sujeitos de fugas, e outras partes importantes de uma composição são apropriados por homens a quem, talvez por seu anterior bom caráter, estejamos inclinados a perdoar; mesmo assim, como um aviso a outros, eles absolutamente devem ser levados às barras do Tribunal da Música, onde receberão o pagamento por seus crimes através do veredicto de um júri de críticos... Sr. George Frederick Handel!! Sim, oh votários e admiradores deste celebrado músico, G. F. Handel certamente vai ser sujeito a este Tribunal; esperai que agora vou citar o catálogo de seus crimes".
Mas nem toda a crítica do século XIX foi nesse sentido, e se destaca um longo ensaio publicado em 1887 por Arthur Balfour, onde ele se aproximou da visão liberal do século XVIII. Contudo, no início do século XX a carga voltou sobre os aspectos morais da prática com o livro The Indebtedness of Handel to Works by other Composers de Sedley Taylor, que fez uma brilhante análise de sua habilidade em transformar o material plagiado em obras-primas originais e salientou a importância de se conhecer a prática a fundo para melhor se entender a obra de Händel, mas encerrou o ensaio com uma condenação moral. Este documento influenciou escritores das gerações seguintes ao longo de boa parte do século, tanto positiva como negativamente, a maior parte deles reconhecendo a citada habilidade e louvando-a por seus altos resultados artísticos, mas ainda tendo dificuldades de lidar com as suas implicações morais. Segundo o que disse Buelow, somente em anos recentes a discussão sobre o assunto passou a ser feita sobre bases objetivas e desapaixonadas, analisando toda a questão sob uma óptica essencialmente técnica e estética e deixando de lado julgamentos morais.

### Música vocal

#### Óperas

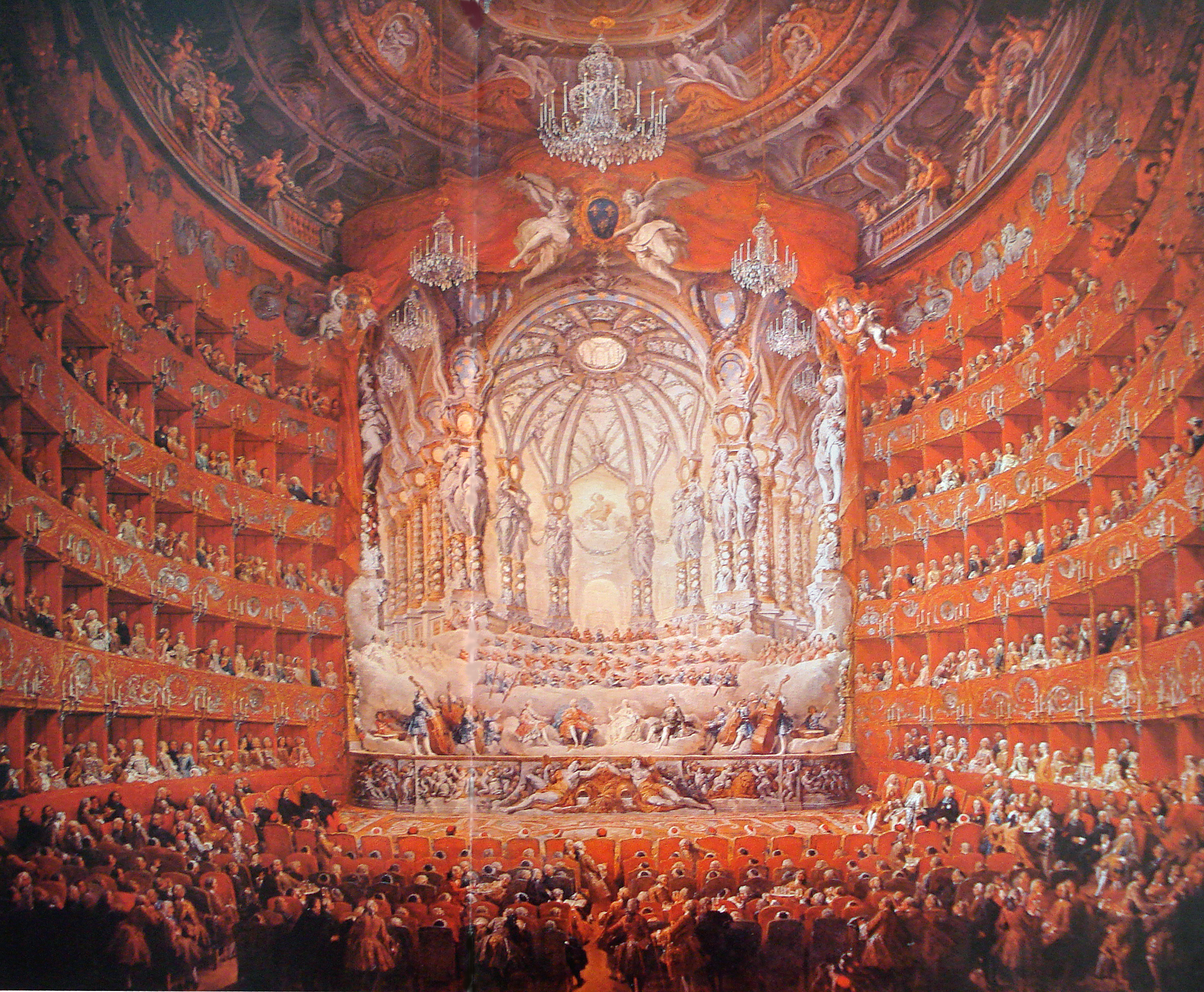
Interior de uma casa de ópera do século XVIII

A parte mais importante da produção de Händel são suas obras vocais — óperas e oratórios, além de hinos, odes e cantatas — e todos esses gêneros, que nasceram autônomos um século antes dele trabalhar, na sua época haviam se fundido de forma tal que se tornaram na prática quase indistinguíveis, salvo pela temática que abordavam e pelas forças sonoras que exigiam, pois em termos de estilo e tratamento geral eram em essência idênticos. A diferenciação mais óbvia entre eles é que as óperas eram encenadas como peças de teatro, com um enredo dramático, figurinos e toda a parafernália cênica, e as demais eram peças de concerto, sem encenação, ou com acessórios cenográficos resumidos a um mínimo. Mesmo assim, havia tão pouco espaço para uma ação realmente dramática nas óperas daquele tempo que elas podem bem ser consideradas peças de concerto com uma decoração visual luxuriante. De fato a ópera séria barroca, apesar de ser a forma de teatro mais prestigiada da época, considerada a verdadeira suma de todas as artes, mais apelava ao espetaculoso de sua encenação do que baseava sua força no conteúdo textual, o que não impedia que algumas tivessem libretos de alta qualidade poética e eficiência dramática.
Todos esses gêneros se estruturam de forma muito simples: uma abertura instrumental seguida de uma série de árias acompanhadas pela orquestra, alternadas com recitativos, e com participações esporádicas de duetos, trios e coros. As árias eram seções essencialmente estáticas e autossuficientes, serviam acima de tudo para exibir o virtuosismo do cantor e faziam uma meditação altamente retórica, estilizada e formal sobre algum elemento da narrativa — cantavam um sentimento, refletiam sobre algum acontecimento anterior, planejavam o futuro, e assim por diante, mas não havia ação nenhuma. A trama era levada adiante somente nos recitativos, partes cantadas de uma forma próxima da fala, com acompanhamento resumido ao baixo contínuo ou uns poucos instrumentos. Os recitativos eram os trechos que o público considerava menos interessantes, vendo-os como necessários apenas para dar alguma unidade na frouxa e vaga coesão dramática da maioria dos libretos, e durante sua performance era comum que os espectadores se engajassem em conversas com seus vizinhos, bebessem e comessem, circulassem pelo teatro, enquanto esperavam a próxima ária. Esse fenômeno era generalizado no mundo operístico barroco, e no caso londrino isso era ainda mais acentuado, uma vez que as óperas de Händel eram todas em italiano e ali já existia uma sólida tradição de teatro falado em vernáculo que supria a demanda por representações literárias.
A dificuldade de se conseguir uma eficiência dramática com a ópera barroca italiana derivava de vários fatores. Em primeiro lugar poucos cantores tinham verdadeiro talento teatral, e no mais das vezes sua presença em palco só se justificava pelas suas habilidades vocais. Em segundo, grande número de libretos era de baixa qualidade, tanto em termos de ideia como de forma, tendo seus textos reformados e adaptados infinitas vezes a partir de várias fontes, resultando em verdadeiros mosaicos literários. Em terceiro, a própria estrutura da ópera, fragmentada em uma longa sequência de trechos mais ou menos autônomos, entre os quais os cantores saíam e voltavam à cena várias vezes para receber aplausos, anulava qualquer senso de unidade de ação que mesmo um libreto excelente pudesse oferecer. Além disso, os patronos de tais espetáculos, invariavelmente da classe nobre, esperavam que os caracteres operísticos ilustrassem as virtudes e o código de ética que se imaginava pertencerem à nobreza — pelo menos idealmente. Desta forma, os personagens do drama eram irreais, sendo na maioria personificações de princípios abstratos variados, tipos fixos com escassa vida humana, que desenvolviam sua atuação cantando textos altamente retóricos. Até mesmo os timbres vocais estavam associados a determinados papéis: os personagens heroicos principais eram atribuídos aos castrati, homens emasculados que desenvolviam vozes agudas e muitas vezes também traços corporais femininos. Por estranho que isso possa parecer hoje, naquele tempo sua voz estava associada com o ideal da juventude eterna e da virtude viril. Também era necessário que houvesse sempre um final feliz. Não obstante todo seu caráter de estilização abstrata, a ópera italiana fez um sucesso imenso em quase toda Europa. Como disse Drummond, "era um tempo em que a ênfase estava sobre as aparências antes do que sobre a substância, quando a exibição e a ostentação eram qualidades a serem admiradas. [...] É este deleite no disfarce, na ostentação e no ornamento que é tão claro em certos aspectos da arte barroca; não é uma coincidência que o teatro desempenhasse um papel importante no entretenimento cortesão daquele período".

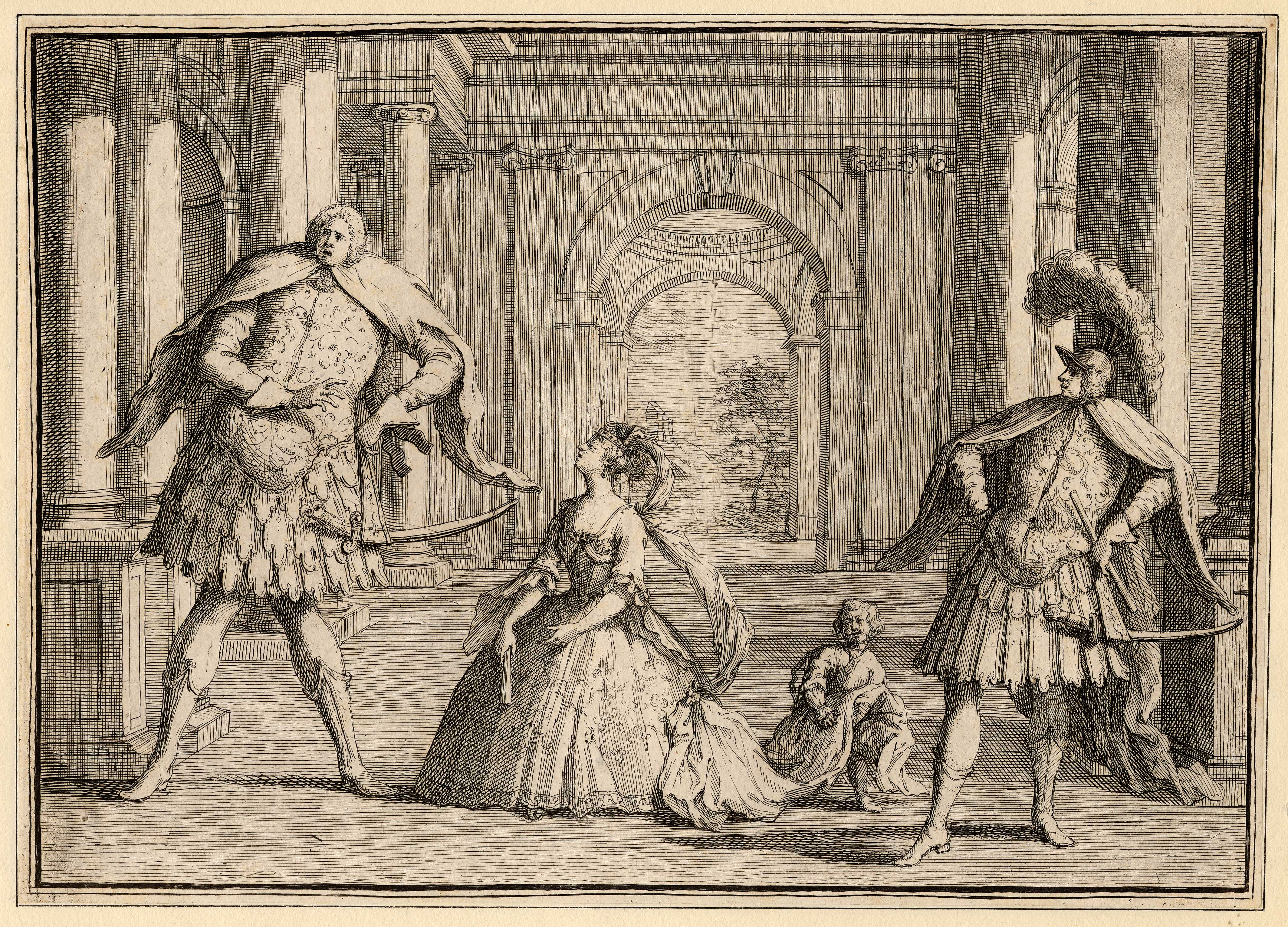
Caricatura mostrando uma cena com os cantores Senesino, Cuzzoni e Berenstadt

Como a realidade da vida muitas vezes contradizia o ideal operístico, não surpreende que, por influência do racionalismo Iluminista, mesmo no tempo de Händel alguns críticos, especialmente os pragmáticos ingleses, deplorassem in toto o conceito de ópera como formulado na Itália por conta de seu artificialismo, uma crítica que no fim do século XVIII já se disseminava por toda a Europa e levou Gluck a iniciar uma reforma do gênero na direção do naturalismo. Em parte são essas convenções artificiais, um lugar-comum no século XVIII, um dos obstáculos para uma aceitação mais larga da ópera händeliana nos dias de hoje.
Mesmo trabalhando com essas limitações formais, as óperas de Händel são muito eficientes em termos dramáticos, especialmente no sentido de serem capazes de comover o público e excitar as suas várias emoções, e um dos motivos para isso é o seu perfeito entendimento das relações entre cantor, libretista e compositor para a obtenção do efeito desejado. Levava em conta aspectos tanto estéticos como práticos — o público-alvo, o talento dos cantores, e o financiamento disponível para a montagem. Para La Rue, o virtuosismo do cantor, a amplitude de seu alcance vocal, suas capacidades como ator e seu status dentro da companhia tinham grande peso na escrita da parte a ele atribuída. Quando por qualquer motivo se substituía um cantor, Händel frequentemente reescrevia todos os números em que ele aparecia, ou empregava material antigo cujas características musicais fossem mais adaptadas à sua voz, chegando ao ponto de modificar o próprio libreto. De toda forma, essas limitações eram apenas o ponto de partida para a estética de sua música, e não o objetivo final, que era obter um efeito de palco, de caracterização de personagem e de ação eficientes, e Händel teve a sorte de contar muitas vezes com os melhores cantores de seu tempo e com ótimos libretistas. Também colaborou ativamente na elaboração dos libretos e no planejamento dos cenários e figurinos. Mas em vários casos fez adaptações que comprometeram a coesão do conjunto, o que atesta o fato de que a ideia de criação de um personagem para e por um cantor específico tinha uma acepção literal. Nessas ocasiões em que precisou reescrever suas obras, mais de uma vez alterou-as de forma tão descuidada e desrespeitosa que Lang imaginou que o produto foi antes do Händel empresário, interessado apenas em atender à demanda do momento ou em solucionar um problema imprevisto com a maior praticidade e rapidez possível, custasse o que custasse, do que do Händel compositor, cujo senso de forma era extremamente refinado.

#### Oratórios

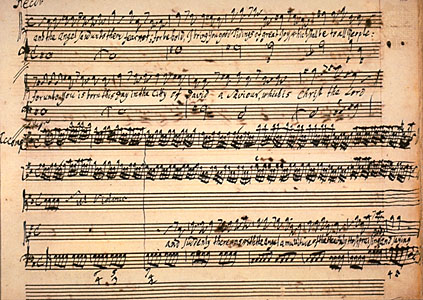
Página manuscrita do Messiah

O oratório foi um gênero que Händel consolidou na Inglaterra a partir da tradição dos anthems (hinos), textos sacros postos em música com solos e coros usados no culto anglicano, que ele havia trabalhado no início da sua carreira inglesa com ótimos resultados, como se percebe nos Chandos Anthems e em vários outros. Sua estrutura e escala eram bastante semelhantes aos oratórios que ele desenvolveu mais tarde, introduzindo um dramatismo e pujança que os anthems desconheciam e dando-lhes independência da liturgia. Mas as motivações de Händel para se dedicar ao gênero não são claras. É possível que fosse uma tentativa de contornar a proibição de música operística durante a Quaresma, mas representações de dramas sacros faziam parte também de uma tradição de educação moral e religiosa estabelecida por Racine entre famílias ricas e piedosas na França. Os oratórios são significativamente mais coesos em termos dramáticos do que as óperas, em parte pela colaboração com Charles Jennens, um grande libretista, pela maior participação do coro — em alguns, como Israel in Egypt, o coro predomina — e pela dissolução dos limites rígidos entre ária e recitativo, com uma orquestração mais rica para estes últimos, que tendem a ser breves, e o emprego de ariosos, uma forma intermediária entre os dois. Ele também pôde explorar a representação das emoções com uma liberdade muito maior do que em suas óperas, de forma mais acessível para o público, sendo cantados em inglês, e mesmo em questões de pura forma os seus oratórios são mais livres e apresentam soluções mais imprevisíveis. Lang sugeriu que com seus oratórios Händel fez muito pela renovação da própria ópera na direção proposta por Gluck, e Schering chegou a dizer que se alguém comparar Theodora (1750) de Händel com a ópera Orfeu e Eurídice (1762) de Gluck, não hesitará em atribuir à obra de Händel tudo — e quiçá mais — do que tem sido atribuído ao mestre mais jovem. É sabido que Gluck nutria uma enorme admiração pelo colega mais velho, e que tinha sua obra como uma referência central.
Além de suas qualidades eminentemente musicais e expressivas, seus oratórios possuem conotações extramusicais. Muitos, através de alusões simbólicas que eram então de domínio público, refletem acontecimentos sociais de seu tempo, como as guerras, o progresso da cultura, a atuação da família real, viradas políticas e questões morais, como por exemplo a ligação de Deborah e Judas Maccabaeus respectivamente aos sucessos do Duque de Malborough e à revolta jacobita; a de Jephta ao patriotismo e à posição política do Príncipe de Gales; o Hercules, inserido na discussão filosófica que corria acerca do prazer, da verdade e da virtude, e o David, como uma lamentação sobre os atritos do Rei com o Príncipe de Gales. Também meditam sobre a ideia de religião de seu tempo, uma vez que em sua maioria são de tema sacro, considerando que a religião exercia grande influência na vida de todos e o púlpito em seu tempo era um dos locais privilegiados para o debate político, social e cultural. Tais reverberações de significado, que foram seguramente um dado essencial para seu crescente sucesso entre o público da época, dando-lhes uma pertinência única àquele cotidiano, somente há pouco tempo têm sido exploradas pela crítica. De estrutura semelhante aos oratórios são suas odes, antífonas, motetos e salmos, mas estes em sua maioria são obras juvenis, compostos na sua estada na Itália e se destinando ao culto religioso.

#### Cantatas
Suas cantatas para voz solo e baixo contínuo são a parte menos estudada e menos conhecida de sua produção vocal, mas merecem uma breve análise não só por conterem inúmeras belezas mas antes por terem sido o terreno onde iniciou sua carreira dramática. Começou a exercitar-se nesse gênero na Itália, onde ele era popular entre a elite, e em pouquíssimo tempo dominou a forma. Os textos usualmente abordam episódios pastorais da mitologia greco-romana, tratados em um modo que ia do lírico ao épico, mas também trabalhou com temas sacros. Sua escrita é recheada de sutilezas contrapontísticas, inusitados efeitos harmônicos, um desenvolvimento virtuosístico da linha vocal e da parte do violoncelo, e a rica complexidade retórica e simbólica de seus textos só podia ser compreendida pelos círculos de conhecedores que as apreciavam. Longe de se fixar em convenções, usou o gênero como um campo de experimentação, e cada composição tem um caráter muito individual e original. Em muitas delas introduziu instrumentos adicionais, formando uma pequena orquestra de câmara, e nesses casos expandiu sua abordagem para se aproximar do verdadeiro operismo. Aproveitou muito desse material mais tarde em suas óperas.
Coro For unto us a child is born, do Messiah
Ária para soprano How beautiful are the feet, do Messiah
Hallelujah, coro final do Messiah
Ária de Poppea, Bel piacere è godere, Ato III, Cena I, de Agrippina (redução para voz e piano)

### Música instrumental
Händel deu pouca atenção à música puramente instrumental, e a maior parte do que produziu, se bem que em geral de grande qualidade, foi concebida primariamente como peças de interlúdio para as suas obras vocais, mesmo no caso dos seus grandes concertos. São exceções notáveis as duas suítes festivas Water Music e Music for the Royal Fireworks, e mesmo estas foram compostas como obras de ocasião, em tudo periféricas ao seu interesse central. Apesar disso, são peças magistrais em seu gênero, e permanecem entre as mais conhecidas pelo grande público. São altamente melódicas, exibem uma enorme riqueza e variedade de efeitos instrumentais, e se organizam com um forte senso de forma. Também seus treze concertos para órgão são de interesse, pois constituíram uma contribuição inovadora ao acervo de formas musicais. Foram compostos entre 1735 e 1751 para serem executados entre os atos de seus oratórios, e tiveram origem nos improvisos que ele, como virtuoso do teclado, era solicitado a fazer nessas ocasiões. Vários deles aproveitam material de suas sonatas. Alguns foram impressos em sua vida, tanto em sua forma original como em versões para teclado — órgão solo ou cravo — e estas últimas se tornaram peças favoritas entre o fim do século XVIII e XIX para os estudantes de teclado.
Produziu ainda doze concertos grossos, publicados em 1740, mas ao contrário das formas padronizadas que estavam em uso, derivadas da abertura francesa (abertura fugada e sequência de danças), da sonata de igreja (lento-rápido-lento-rápido) ou do modelo de Vivaldi (rápido-lento-rápido), deu-se grande liberdade na organização dos movimentos e na instrumentação, aproximando-os das estruturas variáveis de Arcangelo Corelli, e geralmente concluía as peças com um movimento leve, em ritmo de dança. São compostos no esquema da trio-sonata, com três vozes principais, com partes extras que têm, segundo Harnoncourt, um caráter de ad libitum, podendo ser omitidas na execução sem perda essencial. De qualquer forma, a prática de instrumentação da época permitia considerável liberdade na escolha dos instrumentos. Podem ser executados como trio-sonatas verdadeiras, somente com três instrumentistas mais o baixo contínuo para sustentação harmônica, como quartetos, ou como um concerto grosso típico, com um trio formado pelos dois violinos mais o violoncelo solos (o concertino), em oposição a um conjunto orquestral mais numeroso (o ripieno). Deixou várias sonatas para instrumento solo — violino, flauta, oboé — e baixo contínuo, que se inserem no mesmo perfil estético das trio-sonatas, e todas são atraentes por sua liberdade no tratamento da forma e grande invenção melódica. Os instrumentos solistas muitas vezes são intercambiáveis e deixados a critério do intérprete, e o baixo contínuo pode ser realizado de uma variedade de formas — cravo, alaúde, tiorba, ou com violoncelo ou viola da gamba obbligato, etc. Suas várias peças para cravo solo foram compostas provavelmente para seu próprio prazer e para o entretenimento de amigos. São em geral fantasias e suítes de danças, e evidenciam seu profundo conhecimento das características peculiares do instrumento, sendo altamente idiomáticas. Suas Lições e Suites para cravo se tornaram as peças mais populares em seu gênero de sua época, ultrapassando em vendas coleções similares de Rameau, Bach e Couperin, e foram pirateadas diversas vezes. Também escreveu um volume de fugas didáticas para cravo.
As últimas grandes composições instrumentais de Händel foram os três Concertos a Dois Coros, estreados entre 1747 e 1748 como interlúdios para três de seus oratórios, Judas Maccabaeus, Joshua e Alexander Balus. Sua instrumentação é única na obra orquestral de Händel, exigindo uma clara distribuição das forças em dois grupos — daí o seu nome: um de instrumentos de sopro, o primo coro, e outro composto pela orquestra de cordas e contínuo, o secondo coro, o que possibilitou a exploração de interessantes efeitos antifonais pela colocação dos dois grupos afastados entre si no palco. Como era seu hábito, usou material mais antigo, e aparentemente escolheu peças que não haviam caído no gosto popular e assim tinham pouca chance de serem revividas, mas deu-lhes instrumentação toda nova e de grande brilho.
Entrada para The Queen of Sheba
Fantasias 8, 12 e Carillon para cravo
Largo, e piano do Concerto para órgão e orquestra Opus 7, No. 1, HWV 306

## Fortuna crítica

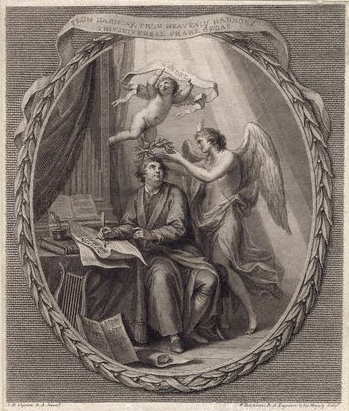
Alegoria publicada no centenário de seu nascimento em 1784 mostrando Händel sendo coroado de louros por anjos.

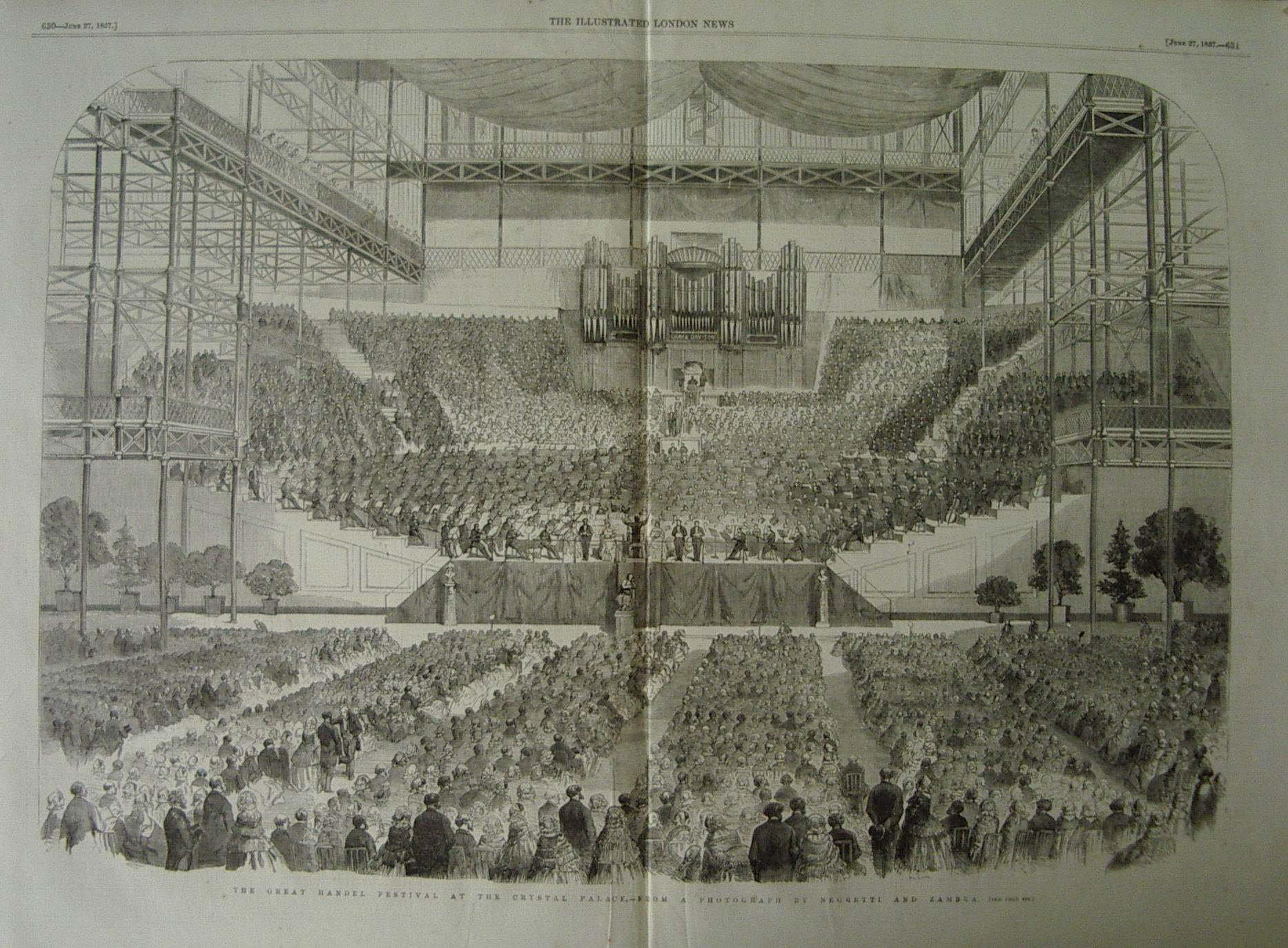
Gravura mostrando o Festival Händel no Crystal Palace, Londres, 1857

A fama de Händel no auge de sua carreira foi vasta, considerado um dos maiores músicos de seu tempo. Lorenz Mizler disse que dele se podiam fazer seis doutores de música. Mas na década de 1750 a nova geração já começava a deixá-lo de lado. James Harris, deplorando a superficialidade dos novos, escreveu dizendo que ele era um modelo para os jovens pela facilidade de sua invenção, pela universalidade de suas ideias, pela sua capacidade de retratar o sublime, o terrível, o patético, gêneros em que ninguém o ultrapassara. Charles Avison, da nova geração, elogiando num ensaio as obras de Rameau, Geminiani, Scarlatti e dos compositores ingleses, passou em branco sobre Händel. Em contrapartida, o professor de música de Oxford, William Hayes, defendeu-o dizendo que apenas um coro de seus oratórios engoliria milhares de coros de Rameau, como a vara de Aarão, convertida em serpente, engolira aquelas dos magos egípcios, e desafiava o outro a explicar sua omissão. Avison retratou-se, comparando Händel ao celebrado poeta John Dryden, mas com a ressalva de que muitas vezes Händel caía em erros e excessos, e já parecia antiquado, embora suas qualidades superassem seus defeitos.
Em seus anos finais sua fama foi novamente consolidada; quando morreu foi enterrado com honras na Abadia de Westminster, um privilégio reservado às grandes figuras da história inglesa, e lhe ergueram um monumento. Os obituários foram eloquentes: "Foi-se, a Alma da Harmonia partiu!"... "O mais excelente músico que qualquer época jamais produziu"... "Enternecer a alma, cativar o ouvido, antecipar na Terra as alegrias do Céu, esta foi a tarefa de Händel", e foram publicados vários outros desse teor. Seu primeiro biógrafo, Mainwaring, teceu-lhe altos encômios, dizendo que sua música era do maior interesse para a educação da humanidade e para o fomento da religião, refinando o gosto, enaltecendo tudo o que era belo, excelente, civilizado e polido, suavizando as asperezas da vida, abrindo novas portas para o acesso de todos à beleza e ao sublime e combatendo a degradação da arte. Na mesma época, seu outro biógrafo, Burney, afirmou que a música de Händel tinha uma especial capacidade de expandir o coração na caridade e na beneficência, e Hawkins disse que antes dele a Inglaterra não sabia o que era sublime. Horace Walpole disse que Händel lhe retratava o Céu com sua música.
O centenário de seu nascimento em 1784 foi festejado com grandes festivais em Londres e outros lugares da Europa, com apresentações de suas obras por orquestras e coros gigantescos, e festivais foram organizados anualmente com seus oratórios durante a Quaresma, prática que se estendeu até o final do século. Entre 1787 e 1797 Samuel Arnold ofereceu a público a primeira reunião das obras completas de Händel, na verdade uma edição fraca sob todos os aspectos e longe de merecer o título de "completa"; no entanto ela foi recebida com avidez por Beethoven, que o admirava profundamente e disse sobre a edição: "Ali está a Verdade". Beethoven também disse que ele era o maior compositor que jamais havia existido, e que diante de sua tumba ajoelharia e tiraria seu chapéu. Segundo um relato do cantor Michael Kelly, Gluck mantinha um grande retrato de Händel ricamente emoldurado em seu quarto de dormir e o reverenciava todos os dias ao acordar, Porém, muito de sua música caiu de moda logo após sua morte, mas pelo menos no Reino Unido algumas peças jamais saíram do repertório, como o Messiah, alguns coros e árias avulsos de suas óperas e oratórios, alguns concertos e sonatas instrumentais. Seu anthem Zadok, the Priest tem sido executado em todas as cerimônias de coroação no Reino Unido desde que foi composto para a sagração do rei Jorge II em 1727. A partir do século XIX seus oratórios se tornaram novamente peças preferidas em Halle e outras cidades alemãs. Haydn o chamou de "o mestre de todos nós" e disse que antes de ouvir Joshua em Londres não conhecia metade do poder que a música possuía. Os grandes oratórios que compôs após esta experiência revelam seu débito para com Händel. Também Liszt e Schumann se declararam seus admiradores.
Mas sua recuperação pelo resto do público europeu e mesmo entre muitos conhecedores foi lenta, a despeito da publicação de uma biografia muito popular por William Rockstro em 1883 e de uma segunda versão de suas obras completas entre 1858 e 1902 pela Händel-Gesellschaft, um trabalho monumental conduzido em grande parte por Friedrich Chrysander. Tchaikovsky o classificou como um compositor de quarta categoria, não o considerava sequer interessante; Stravinsky admirava-se que ele tivesse sido tão famoso, pois lhe parecia que Händel não era capaz de desenvolver um tema musical até o fim. Cyril Scott dizia mais ou menos na mesma época que nenhum músico sério era capaz de suportar o Messiah.
Somente em 1920 reapresentou-se uma ópera completa de Händel desde que a última fora encenada em 1754. Foi a Rodelinda, regida por Oskar Hagan em Göttingen, o que influiu diretamente na criação em 1922 de uma tradição de festivais anuais naquela cidade. Em 1925 foi fundada a Neue Händel-Gesellschaft por iniciativa do musicólogo Arnold Schering, publicando um anuário de estudos eruditos e iniciando a editoração de suas obras completas, a Hallische-Händel-Ausgabe, além de organizar concertos em Leipzig. Em 1931 outra sociedade surgiu para promover sua obra, a Göttinger Händel-Gesellschaft. Quatro anos depois Erich Mühler publicou sua correspondência e outros escritos, e pouco mais tarde em Londres aparecia mais uma associação händeliana, a Handel Society. A partir de 1945 Halle tornou-se o foco de uma onda revivalista de sua música. Em 1948 sua casa em Halle foi transformada no museu Casa de Händel, e a partir de 1955 a Georg-Friedrich-Händel-Gesellschaft financiou a publicação da edição da Hallische-Händel-Ausgabe, anunciando também a produção de uma outra edição completa, de cunho mais crítico. No mesmo ano Otto Deutsch publicou seu importante trabalho Handel: a Documentary Biography e Edward Dent propiciou a fundação da Handel Opera Society, a fim de divulgar sua obra operística.

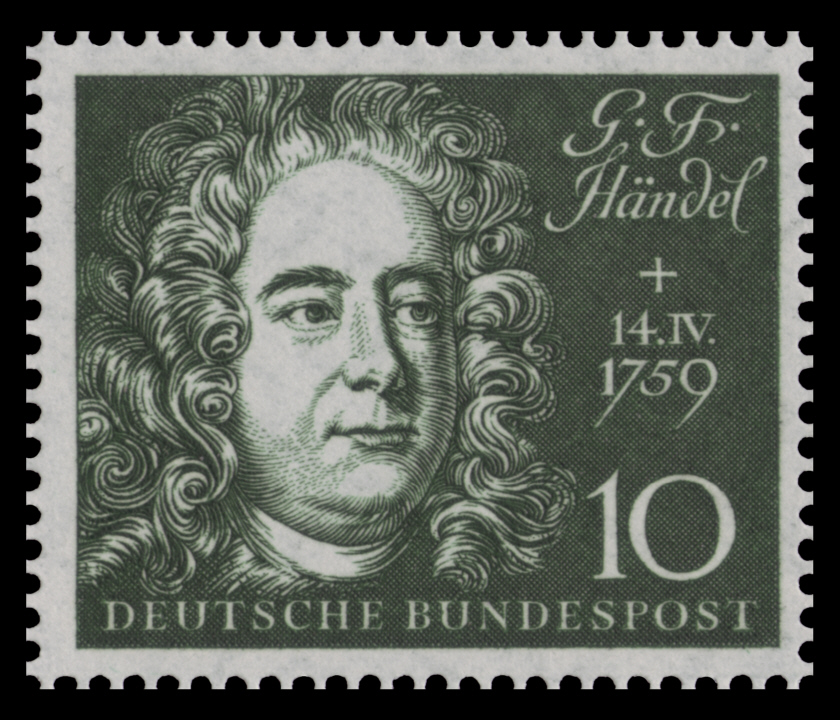
Selo emitido pela Alemanha em 1959 com a efígie de Händel

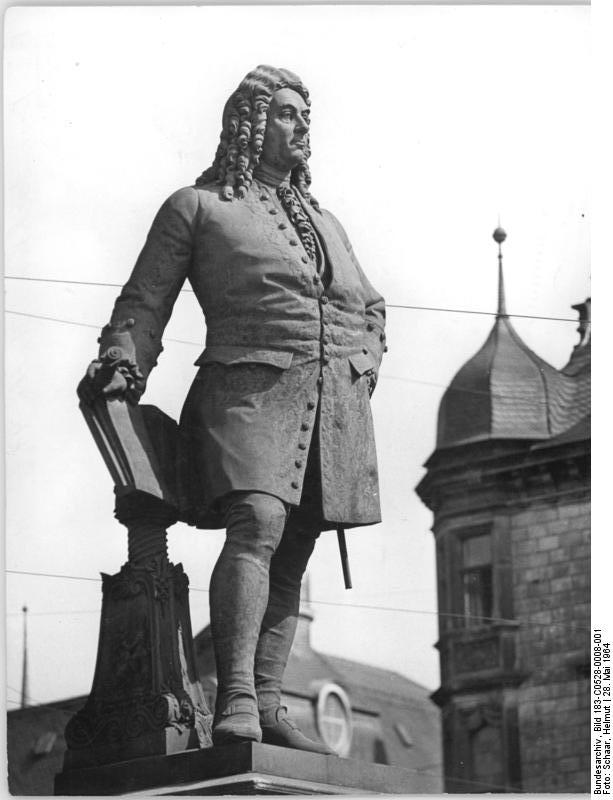
Estátua de Händel em Halle

O panorama começou a melhorar sensivelmente no fim da década de 1950 quando a música barroca como um todo começou a receber mais atenção, dando lugar a abordagens mais historicistas de interpretação, baseadas em instrumental de época, tempos mais adequados, texturas mais leves, no uso de contratenores para as partes de castrato, junto com experiências de ornamentação e improviso que eram vitais no Barroco, mas nesse sentido tudo ainda estava por fazer. Por outro lado, apareceu a dupla complicação de, por um lado, montar-se várias de suas óperas em cenários modernos, com libretos "atualizados" por diretores de cena de veia experimental, a fim de que tivessem maior apelo popular, e por outro, cair-se no extremo oposto, de se montá-las numa abordagem excessivamente antiquarial, "correta e prudente", desvitalizando-as. Em 1979 Bernd Baselt, através da Hallische Händel-Ausgabe, iniciou a publicação do Händel Handbuch, que traz o catálogo temático da obra completa händeliana, organizada pela numeração HWV (abreviatura de Händel-Werke-Verzeichnis: Catálogo das Obras de Händel).
Winton Dean, que abriu a conferência händeliana internacional ocorrida em Londres em julho de 1985, comemorando o terceiro centenário de seu nascimento, disse que até ali pouco havia sido feito de pesquisa séria a respeito de Händel, o que era injustificado, dada a sua importância para a música do ocidente, e comparando com o que já havia aparecido sobre Beethoven, Mozart, Bach e Haydn. Além disso, para ele, sua música ao longo do século XX vinha sendo falseada, entre outros motivos pela nefasta aplicação de princípios do Romantismo wagneriano para as interpretações de sua estética barroca, incluindo orquestrações fantasiosas, mudança de vozes, transposições de oitava e marcações de tempo muito alheias ao espírito da época. Essas aberrações já haviam sido condenadas por George Bernard Shaw no fim do século XIX, mas foram ouvidas até os anos 1960. Dean censurou também a permanência no comércio de edições de baixa qualidade, a incapacidade dos músicos de se livrarem de sua escravidão à partitura escrita, quando já se sabia que o texto de Händel muitas vezes era apenas um roteiro básico para a execução prática, e a resistência dos intérpretes de aplicar na prática as descobertas mais recentes da musicologia, que muitas vezes soam "erradas" pelo simples fato de contrastarem com hábitos arraigados, mas inautênticos. Se por um lado entre tamanhos problemas muita música händeliana esquecida foi devolvida para os palcos, nesse processo se perdeu quase tudo o que lhe dava caráter e vitalidade e somente se satisfez o gosto da ignorância; a rigor mal podem ser consideradas peças de Händel, e sim "arranjos flatulentos", como ironizou o autor.
Dez anos depois Paul Lang ainda fazia a mesma queixa, dizendo que Händel ainda era o compositor menos compreendido e mais mal interpretado da história, e apesar de já ser considerado um dos monumentos da música do ocidente, suas biografias e estudos críticos ainda eram carregados de preconceitos históricos e equívocos, tanto pró como contra ele. Acrescentou que entre o público em geral ele continuava sendo apenas o compositor do Messias e que muitas de suas óperas que recentemente vinham sendo revividas com sucesso continuavam a ser apresentadas a partir de edições "corrigidas", abreviadas e mutiladas de várias formas, possivelmente fazendo um desserviço ao conhecimento da sua verdadeira estatura musical. Contudo, reconheceu que o público moderno não tem mais a mesma disposição dos barrocos de enfrentar a enorme sequência de números de um oratório ou uma ópera em sua íntegra, e que os cortes às vezes se tornam um imperativo, no espírito de que um concerto não é uma experiência de culto, onde qualquer interferência no texto é considerada uma profanação ou uma heresia, mas é um espetáculo que precisa se manter interessante ao longo de toda a sua duração. Disse ainda que a própria existência de obras em várias versões autênticas mas diferentes justifica representações modernas editadas, mas isso deve ser feito, quando necessário, com extremo cuidado. O maestro e intérprete de música barroca Nicholas McGegan, diretor artístico do Festival Händel de Göttingen, comentou objetivamente em 2002 que não se pode ser dogmático de qualquer forma, pois as situações de cada performance são diferentes, atendem a diferentes expectativas e suprem necessidades diversas, tanto do público como dos músicos e dos produtores, e que esse tipo de encenação adaptada é intencionalmente concebida como um produto comercial, e não como um documento histórico.
Seja como for, sua presença na vida musical do ocidente parece assegurada. Já existe enorme discografia, os trabalhos acadêmicos prosseguem aparecendo em quantidade e atuam diversas sociedades em vários países exclusivamente para a execução de suas obras ou para fomentar os estudos especializados. Em 2001 sua casa em Londres foi transformada no Museu Casa de Handel. Sua efígie apareceu várias vezes em selos comemorativos de países da Europa, e também da Guiné Bissau e da Índia, além de ilustrar uma quantidade de souvenirs e produtos comerciais como relógios, caixas de cigarros, medalhas, guardanapos, cartões-postais e outros. Sua figura apareceu até como bibelô de resina, e num baralho de cartas sua imagem substituiu o curinga. A cidade de Nova Iorque oferece o Handel Medallion como a maior distinção oficial para contribuições à cultura municipal, a cidade de Halle an der Saale mantém o Händel-Preis concedido a excepcionais serviços culturais, artísticos ou políticos relacionados ao Festival Händel, e seu nome batizou uma cratera no planeta Mercúrio.